# Zbrodnia w Piaśnicy

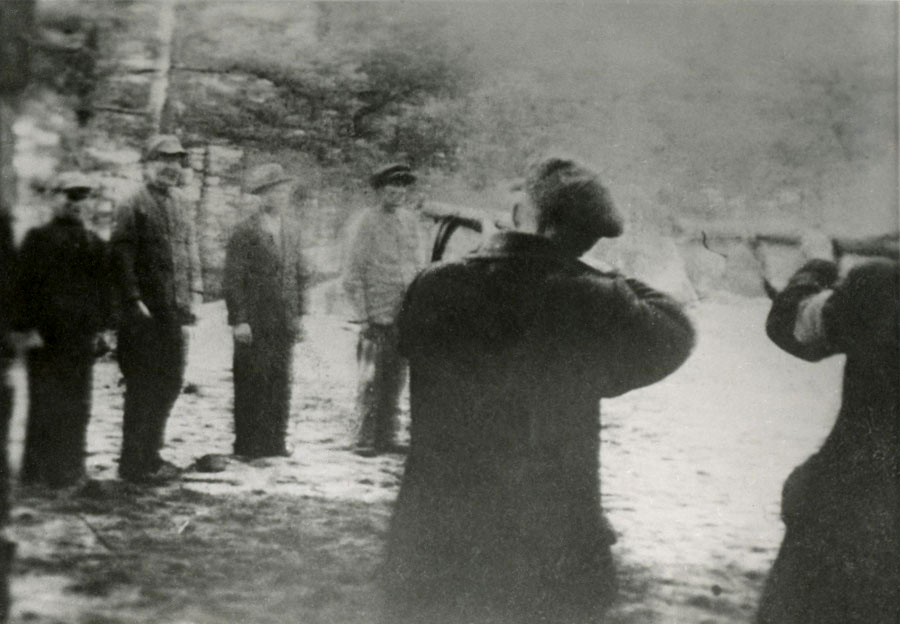
Egzekucja w Piaśnicy

Zbrodnia w Piaśnicy – szereg zbiorowych egzekucji przeprowadzonych przez okupantów niemieckich w lasach piaśnickich w pobliżu Wejherowa.
Masowe egzekucje w Piaśnicy rozpoczęły się pod koniec października 1939 i były kontynuowane do początków kwietnia 1940. Stanowiły element tzw. akcji „Inteligencja”, a ich wykonawcami byli funkcjonariusze SS oraz członkowie paramilitarnego Selbstschutzu. Historycy oceniają, że ofiarą ludobójstwa dokonanego w lasach piaśnickich padło od 12 tys. do 14 tys. ludzi. W gronie ofiar znaleźli się liczni przedstawiciele polskiej inteligencji z Pomorza Gdańskiego, a także osoby narodowości polskiej, czeskiej i niemieckiej przywiezione z głębi Rzeszy. Piaśnica stanowi największe, po KL Stutthof, miejsce kaźni ludności polskiej na Pomorzu w okresie II wojny światowej. Nazywana jest czasem „pomorskim Katyniem” lub „Kaszubską Golgotą”.

## Początek niemieckiej okupacji

### Pierwsze represje

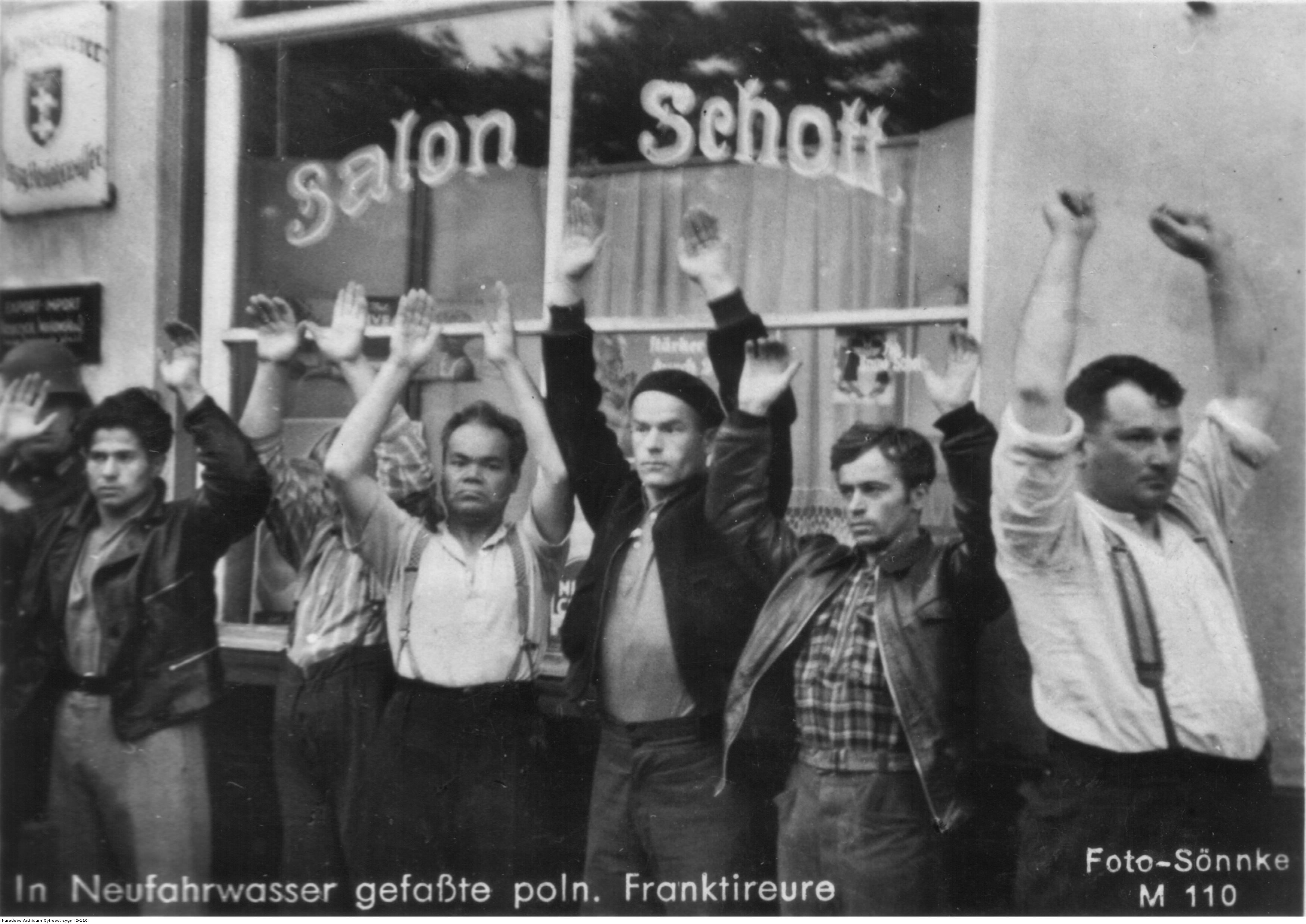
Polscy mieszkańcy Wolnego Miasta Gdańska aresztowani w pierwszych dniach wojny

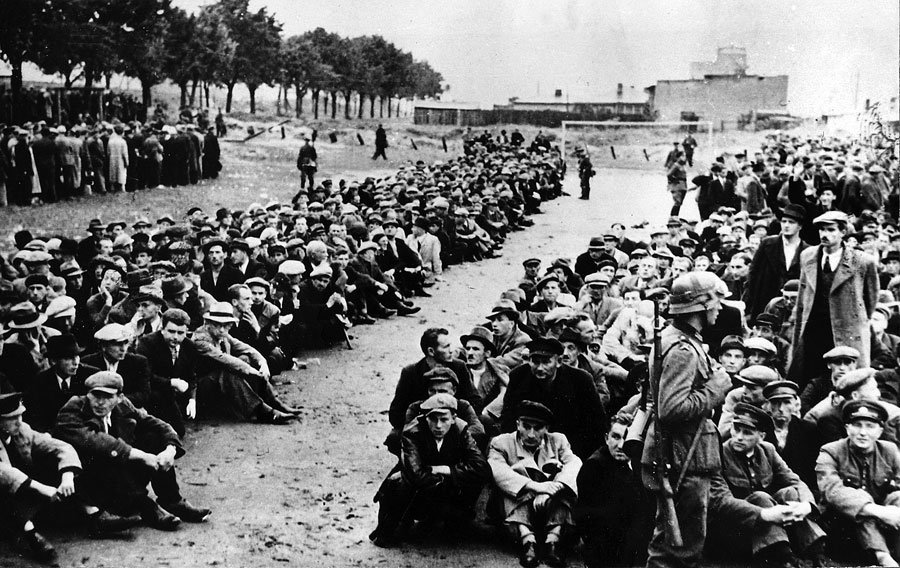
Polacy aresztowani podczas „akcji oczyszczającej” w Gdyni. Wrzesień 1939

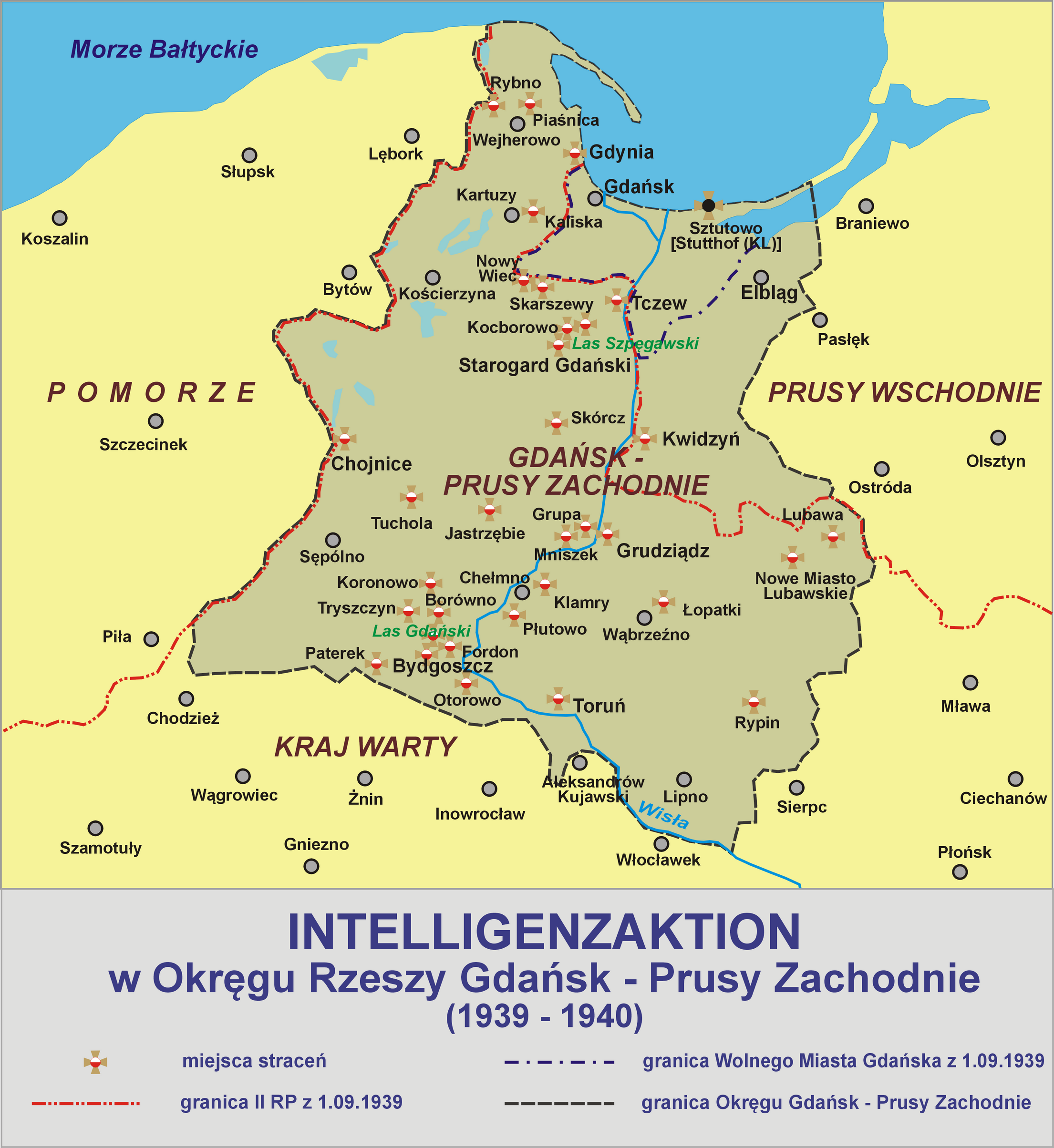

Oddziały Wehrmachtu wkroczyły do Wejherowa i Pucka już 9 września 1939 roku. Gdynia została zajęta przez Niemców w dniu 14 września, lecz jeszcze przez pięć dni toczyły się walki o Kępę Oksywską. Działania zbrojne na polskim Wybrzeżu zakończyły się wraz z kapitulacją obrońców Półwyspu Helskiego w dniu 2 października 1939. Tymczasem od pierwszych dni wojny Kaszuby i Pomorze Gdańskie były poddawane terrorowi hitlerowskiemu. Już w trakcie kampanii wrześniowej zamordowano setki mieszkańców Wybrzeża – zazwyczaj w odwecie za rzekome prześladowania volksdeutschów. Zbiorowe i indywidualne egzekucje miały miejsce m.in. w Wielkiej Wsi, gdzie rozstrzelano 25 osób (11 września), a także w Rumi i Rumi-Zagórzu (12 września). Miały również miejsce przypadki mordowania jeńców wojennych (m.in. na podwórzu więzienia w Wejherowie). Niemcy nagminnie rozstrzeliwali zwłaszcza wziętych do niewoli członków organizacji paramilitarnych i ochotniczych – mimo iż prowadzili oni walkę zgodnie z konwencją haską.
Na świeżo zajętych terenach jednostki Wehrmachtu, SS i policji niemieckiej przeprowadzały obławy i masowe aresztowania. Wytyczne niemieckiego Naczelnego Dowództwa Wojsk Lądowych (niem. Oberkommando des Heeres, OKH) przewidywały przejściowe internowanie wszystkich zdolnych do służby wojskowej Polaków i Żydów w wieku od 17 do 45 lat. Ponadto na podstawie przygotowanych przed wojną list proskrypcyjnych zatrzymywano przedstawicieli polskiej inteligencji i duchowieństwa oraz Polaków uznanych za „wrogo nastawionych do Niemców”. 
Już 1 września 1939 roku rozpoczęły się masowe aresztowania działaczy polonijnych oraz pracowników polskich instytucji państwowych w Wolnym Mieście Gdańsku. W ciągu dwóch tygodni zatrzymano blisko 3 tys. osób, które uwięziono w prowizorycznym areszcie na terenie tzw. Victoria-Schule i poddano wyjątkowo brutalnemu traktowaniu. Z kolei po zajęciu Gdyni przeprowadzono wielką akcję „przesiewania” ludności miasta, która trwała od 14 do 30 września 1939. O tym jak szeroko zakrojona była ta operacja może świadczyć fakt, iż już drugiego dnia w rękach niemieckiej policji bezpieczeństwa znajdowało się ok. 4 tys. osób, a kolejnych kilka tysięcy zostało zatrzymanych przez żołnierzy Wehrmachtu. 16 września liczba aresztowanych wynosiła już 6–7 tys. osób. Z tego grona 3 tys. osób zwolniono zaraz po przesłuchaniu, lecz już 17 września liczba aresztowanych ponownie wzrosła do 5 tys.. Ostatecznie w wyniku „akcji oczyszczającej” aresztowano „prewencyjnie” 2250 mieszkańców Gdyni, jak również 130 osób, których nazwiska widniały na listach proskrypcyjnych. Ponadto 120 gdynian zostało zatrzymanych w charakterze zakładników.
Masowe aresztowania dotknęły również miejscowości powiatu morskiego – zwłaszcza Puck i Wejherowo. Wielu mieszkańców Wejherowa zatrzymano na terenie Gdyni, w tym burmistrza Teodora Bolduana, starostę Antoniego Potockiego i wójta Edwarda Łakomego. W sąsiednim powiecie kartuskim przejściowo internowano 4 tys. osób. Wielu aresztowanych Polaków deportowano czasowo w głąb III Rzeszy. Między innymi 450 mieszkańców Wejherowa wywieziono w połowie września na roboty przymusowe do Niemiec, skąd wrócili trzy miesiące później.

### Intelligenzaktion
Niemiecki terror gwałtownie nasilił się po zakończeniu kampanii wrześniowej. Wymierzony był on przede wszystkim w przedstawicieli polskiej inteligencji, czy też – w szerszym ujęciu – w Polaków o rozbudowanej świadomości narodowej, których Hitler i naziści obarczali winą za politykę polonizacyjną prowadzoną na ziemiach zachodnich w okresie międzywojennym oraz traktowali jako najpoważniejszą przeszkodę na drodze do szybkiego i całkowitego zniemczenia tych terenów. Zgodnie z rasistowskim stereotypem Polaka panującym w III Rzeszy, nazistowscy przywódcy wierzyli, że świadomość narodową posiada wyłącznie polska inteligencja, natomiast lud zajmuje się głównie troską o codzienny byt i jest mu obojętny los państwa. Z tego powodu zakładano, że eksterminacja elit pozwoli zniszczyć polską tożsamość narodową i przekształcić polskie społeczeństwo w bierną amorficzną masę, służącą w najlepszym razie jako niewykwalifikowana siła robocza dla III Rzeszy.
Do skazanej na zagładę inteligencji Niemcy nie zaliczali jednak wyłącznie ludzi należących z powodu wykształcenia do określonej warstwy społecznej, lecz wszystkich tych, wokół których z racji ich aktywności lub postawy mógł się rozwijać ruch oporu – a więc ludzi, których cechowała aktywność i umiejętności kierownicze. Planowano także aresztowanie osób cieszących się autorytetem w polskim społeczeństwie. Nazistowscy decydenci używali w stosunku do tej grupy osób określenia „polska warstwa przywódcza” (Führungsschicht). Zaliczano do niej przede wszystkim: księży katolickich, nauczycieli, lekarzy, dentystów, weterynarzy, oficerów w stanie spoczynku, urzędników, kupców, posiadaczy ziemskich, prawników, pisarzy, dziennikarzy, pracowników służb mundurowych, absolwentów szkół wyższych i średnich, jak również członków organizacji i stowarzyszeń krzewiących polskość – przede wszystkim Polskiego Związku Zachodniego, Ligi Morskiej i Kolonialnej, Kurkowego Bractwa Strzeleckiego, Towarzystwa Powstańców i Wojaków, Związku Strzeleckiego „Strzelec” oraz Polskiego Towarzystwa Gimnastycznego „Sokół”. Jeszcze przed rozpoczęciem agresji na Polskę niemiecka policja bezpieczeństwa opracowała tzw. Sonderfahndungsbuch Polen („Specjalna księga Polaków ściganych listem gończym”), w której znalazły się nazwiska i adresy przedstawicieli „polskiej warstwy przywódczej” uznawanych za najbardziej „niebezpiecznych” z punktu widzenia interesów III Rzeszy. Na owej liście proskrypcyjnej znalazły się m.in. nazwiska 290 mieszkańców Wolnego Miasta Gdańska, 53 mieszkańców Gdyni oraz 56 mieszkańców Tczewa.
20 października 1939 roku Gdynię oraz pozostałe miejscowości powiatu morskiego dotknęła kolejna fala aresztowań. Były one kontynuowane do końca listopada. 30 października zatrzymano w Pucku 95 przedstawicieli miejscowej inteligencji. Z kolei w Wejherowie zatrzymano niemal wszystkich księży katolickich, nauczycieli, urzędników, kupców i działaczy społecznych – łącznie około 300 osób. W całkowicie przepełnionym wejherowskim więzieniu znalazło się wówczas kilka tysięcy osób przywiezionych z różnych miejscowości Pomorza. Więźniów – w szczególności duchownych katolickich – poddawano brutalnemu traktowaniu i ciężkim przesłuchaniom. Na przełomie września i października do Wejherowa przywieziono z Gdyni burmistrza Teodora Bolduana, którego następnie bestialsko zamordowano w pobliżu Góry Zamkowej (przy szosie wiodącej do Kartuz). Wielu mieszkańców powiatu morskiego zostało także osadzonych i zamordowanych w więzieniu w Lęborku (leżącym podówczas w granicach III Rzeszy). Jedną z ofiar był ks. Edmund Roszczynialski – dziekan dekanatu wejherowskiego, proboszcz parafii pw. św. Trójcy w Wejherowie, działacz społeczny i charytatywny. Życia księdza nie ocaliła nawet próba interwencji ze strony spokrewnionego z nim generała Erwina Rommla, słynnego później dowódcy Afrika Korps.
Działania władz okupacyjnych aktywnie wspierali członkowie niemieckiej mniejszości narodowej zamieszkującej przedwojenne terytorium Rzeczypospolitej. Wielu z nich wstąpiło w szeregi tzw. Selbstschutzu – paramilitarnej formacji o charakterze policyjnym utworzonej przez Niemców na okupowanych ziemiach polskich. Członkowie Selbstschutzu byli dla Polaków szczególnie niebezpieczni ze względu na doskonałą znajomość lokalnych stosunków i uwarunkowań społecznych. Działając w szeregach tej formacji miejscowi volksdeutsche często korzystali też z okazji do uregulowania zadawnionych sąsiedzkich sporów i porachunków, jak również zagarniali mienie należące do aresztowanych i mordowanych Polaków (stąd w gronie ofiar Selbstschutzu znalazło się wielu kupców, rzemieślników i rolników). Do rozprawy z Polakami podjudzał miejscowych Niemców gdański gauleiter NSDAP, Albert Forster, który podczas przemówienia w hotelu Prusińskiego w Wejherowie wzywał do mordów słowami: „musimy tych zawszonych Polaków wytępić począwszy od kołyski [...] w ręce wasze oddaję los Polaków, możecie z nimi robić, co chcecie!” Zgromadzony na ulicy tłum odpowiedział okrzykami: „Niech zginą psy polskie!” „Śmierć Polakom!”
Historycy oceniają, że w ramach tzw. akcji „Inteligencja” (Intelligenzaktion), prowadzonej na okupowanych terenach Pomorza między wrześniem 1939 a kwietniem 1940, Niemcy zamordowali od 30 tys. do 40 tys. osób. W gronie ofiar znajdowali się przedstawiciele polskiej elity społecznej i politycznej, pacjenci szpitali psychiatrycznych, Żydzi oraz osoby przywiezione z głębi Rzeszy. Zdaniem Dietera Schenka liczba zamordowanych mogła sięgnąć nawet 52 794 – 60 750 osób. Największym i najbardziej znanym miejscem kaźni ludności Pomorza stały się lasy piaśnickie w pobliżu Wejherowa.

## Egzekucje w lasach piaśnickich

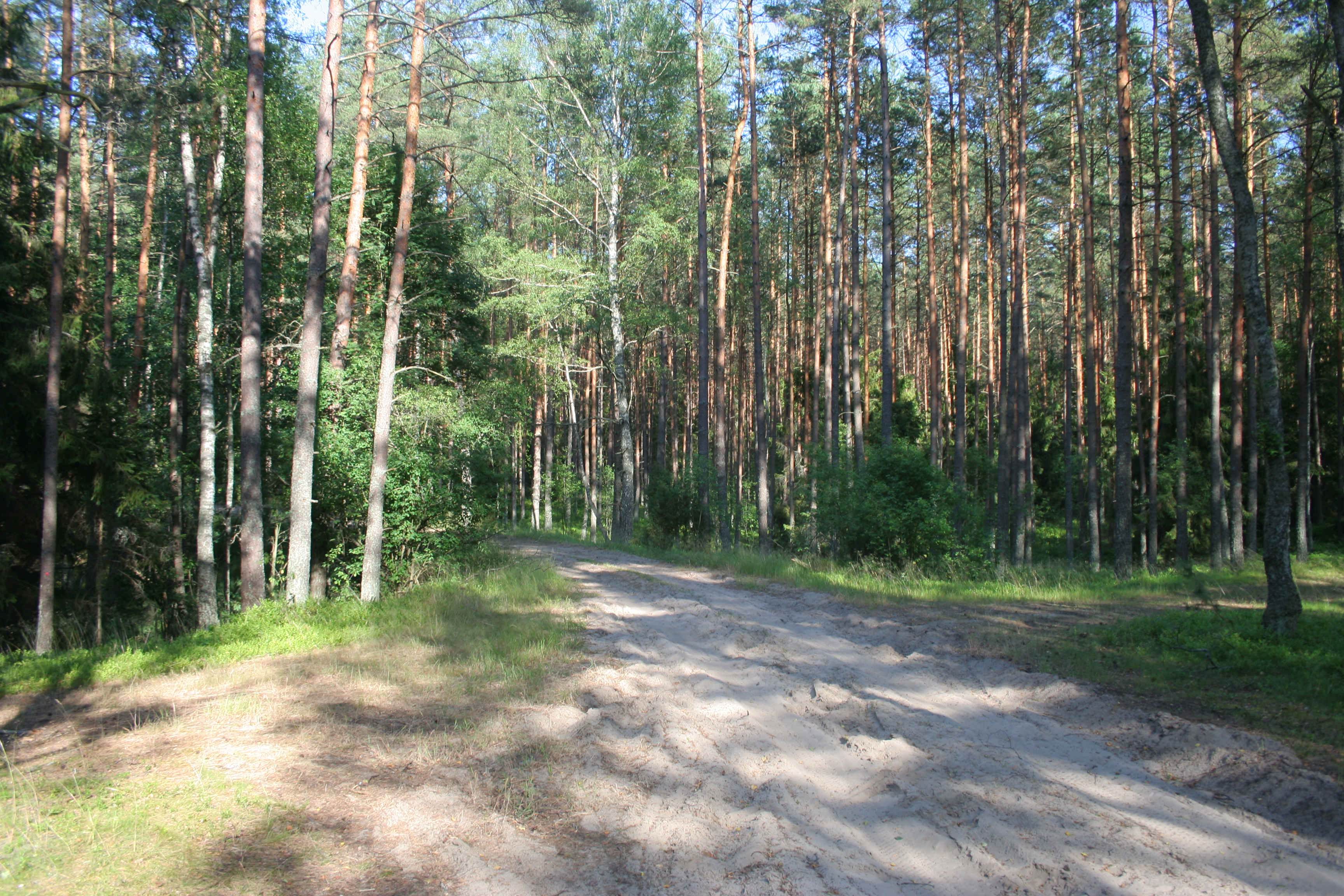
Leśna droga prowadząca do miejsca egzekucji

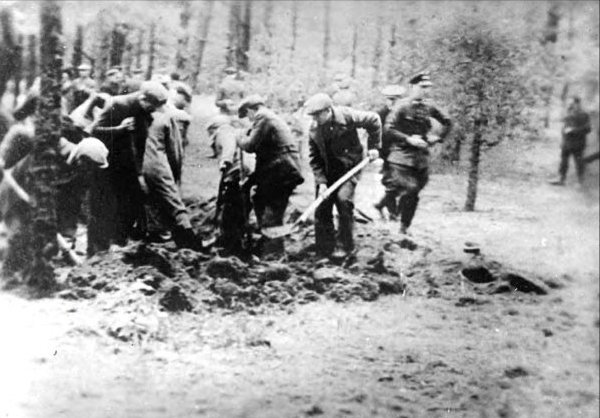
Członkowie Selbstschutzu kopiący groby

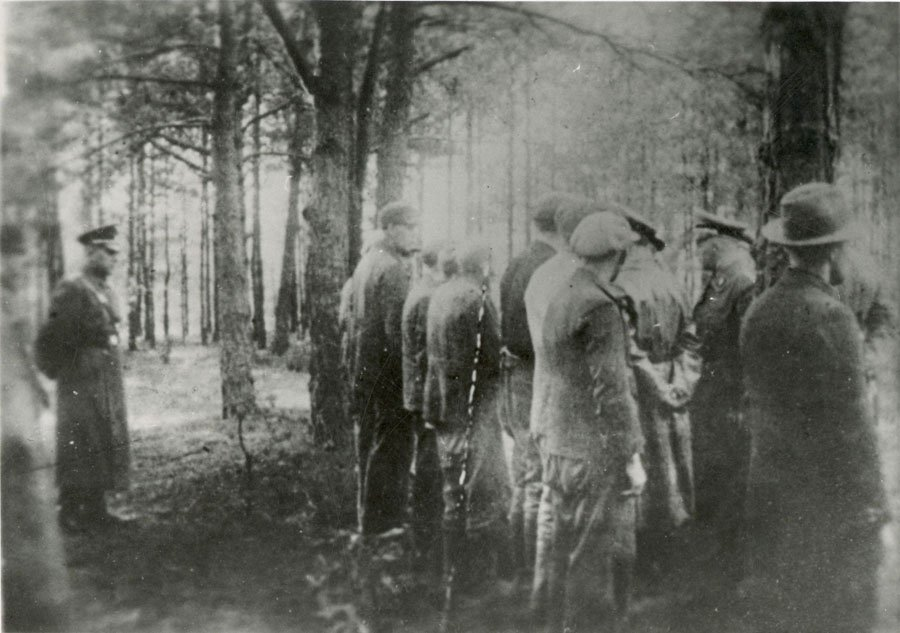
Odbieranie ofiarom dokumentów

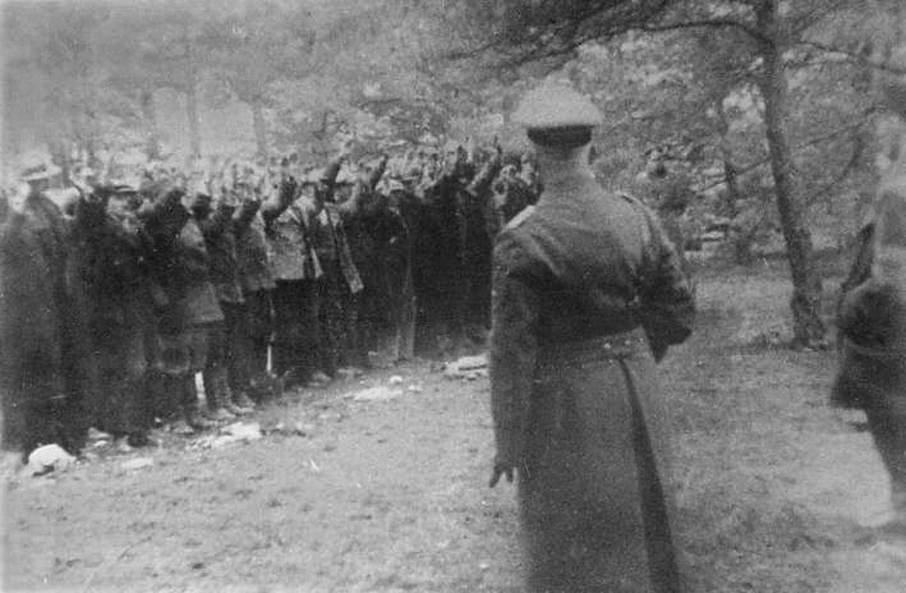
Skazańcy na chwilę przed egzekucją

Na zachód od szosy wiodącej z Wejherowa do Krokowej rozciąga się zachodnia część Puszczy Darżlubskiej. Od położonych w pobliżu kaszubskich wsi Wielka Piaśnica i Mała Piaśnica obszar ten otrzymał nazwę lasów piaśnickich. Ich granice wyznaczają: wspomniana szosa od wschodu, rzeka Piaśnica od zachodu. Prawdopodobnie pod koniec września 1939 okupanci niemieccy podjęli decyzję, aby leśny obszar o powierzchni ok. 250 ha, położony w odległości ok. 10 kilometrów od Wejherowa, wykorzystać jako miejsce masowych egzekucji. Mieszkańcy okolicznych wsi twierdzili, że w tym okresie lasy były lustrowane przez umundurowanych Niemców. Prawdopodobnie miejsce to zostało wybrane ze względu na dogodny dojazd samochodami i linią kolejową oraz odludne położenie. Z ustaleń Moniki Tomkiewicz wynika, że decydującą rolę przy wyborze lasów piaśnickich na miejsce masowych egzekucji odegrali: syn niemieckiego właściciela ziemskiego z Krokowej hrabia Albrecht von Krockow, SS-Sturmbannführer Kurt Eimann, SS-Untersturmführer Krüger oraz leśniczy Stöckel z Warszkowa.
Najprawdopodobniej akcję ludobójstwa w lasach piaśnickich rozpoczęto pod koniec października 1939 roku. Wśród historyków nie ma jednak zgodności, co do daty pierwszej egzekucji. Zygmunt Milczewski wskazywał w tym kontekście na 21 października. Profesor Andrzej Gąsiorowski przypuszczał, iż akcja eksterminacyjna rozpoczęła się w dniu 24 października (tego dnia rozstrzelano tam jego zdaniem ks. Ignacego Błażejewskiego SDB). Z kolei dr Barbara Bojarska sądziła, że pierwsza egzekucja w Piaśnicy odbyła się 29 października. Różne daty podawali także świadkowie zbrodni, niekiedy wskazując nawet na pierwsze dni listopada. Niemniej rozpoczęcie akcji eksterminacyjnej w lasach piaśnickich zbiegło się z momentem likwidacji administracji wojskowej na okupowanych obszarach Pomorza i utworzeniem Okręgu Rzeszy Gdańsk-Prusy Zachodnie. Masowe egzekucje poprzedziła narada oficerów SD i Sipo w pierwszych dniach października 1939, podczas której SS-Obersturmbannführer dr Rudolf Tröger (dowódca tzw. Einsatzkommando 16, a zarazem szef Gestapo w Gdańsku) przekazał zgromadzonym polecenie Reichsführera-SS Himmlera, aby „sprzątnąć polską inteligencję”.
Dla więźniów politycznych z Pomorza Gdańskiego i Kaszub ostatnim etapem przed rozstrzelaniem w Piaśnicy było zazwyczaj więzienie w Wejherowie, do którego dowożono ich z lokalnych więzień i obozów, a następnie przetrzymywano na krótki czas przed egzekucją. Nieco rzadziej zdarzały się przypadki, gdy skazańców przywożono na miejsce kaźni wprost z więzienia w Pucku lub z obozów dla internowanych w Gdyni i Gdańsku. Z kolei transporty z Rzeszy docierały do Wejherowa koleją. Zazwyczaj wykorzystywano w tym celu pociąg nr 591 relacji Lębork-Gdańsk, do którego przyczepiano na końcu 2-3 „wagony specjalne”, pełne mężczyzn, kobiet i dzieci przeznaczonych na stracenie w Piaśnicy. Feliks Kreft – telegrafista na stacji kolejowej w Wejherowie – zeznał po wojnie, że między końcem października 1939 a kwietniem 1940 do Wejherowa przybywało tygodniowo osiem takich wagonów. Na stacji w Wejherowie „wagony specjalne” były odczepiane, a następnie przetaczane na bocznicę tzw. ładowni towarowej, mieszczącą się obok przejazdu kolejowego przecinającego szosę Wejherowo-Krokowa. Tam ładowano ofiary do autobusów i samochodów ciężarowych, dokonując przy tym brutalnej selekcji, podczas której rozdzielano rodziny i odbierano dzieci matkom (mogły zatrzymać przy sobie tylko niemowlęta). 
Skazańców, nierzadko ze związanymi rękoma, dowożono do lasu autobusami lub krytymi samochodami ciężarowymi, którym towarzyszyły motocykle i samochody osobowe przewożące eskortę oraz członków plutonu egzekucyjnego. Teofil Mudlaff, dróżnik szosy Wejherowo-Krokowa, twierdził, że jesienią 1939 roku każdego dnia obserwował konwoje wjeżdżające do lasu od strony Wejherowa lub od strony Pucka (liczące nawet do 12 samochodów). Zazwyczaj masowe mogiły przygotowywano w lesie jeszcze przed egzekucją. Początkowo pracę tę wykonywali specjalnie zatrudnieni w tym celu niemieccy rolnicy z pobliskich wsi. Z kolei w okresie od 1 do 13 listopada 1939 przy kopaniu grobów codziennie pracowała 40-osobowa grupa Polaków – więźniów obozu dla internowanych w gdańskim Nowym Porcie. Grupę tę ochrzczono w obozie mianem „Komanda Wniebowstąpienia” (niem. Himmelfahrtskommando) i całkowicie odizolowano od pozostałych więźniów. 14 listopada 1939 komando nie powróciło do obozu, a samochód ciężarowy, który zwykle odwoził jego członków do pracy, przywiózł jedynie ich ubrania. Najprawdopodobniej członków „Komanda Wniebowstąpienia” rozstrzelano tego dnia w Piaśnicy.
Początkowo w skład plutonu egzekucyjnego wchodzili esesmani z Gdańska, których specjalnie w tym celu odkomenderowano do Wejherowa. Po pewnym czasie mieli oni jednak odmówić udziału egzekucjach ze względu na zbyt duże obciążenie psychiczne. Zastąpili ich wtedy esesmani ze specjalnego oddziału Wachsturmbann „Eimann” oraz członkowie lokalnego Selbstschutzu, których nadzorowali funkcjonariusze SS i policji z Gdyni. Pluton egzekucyjny składał się zazwyczaj z 40–60 osób i był bezpośrednio odpowiedzialny za transport i likwidację ofiar. Zabezpieczeniem miejsca egzekucji zajmowali się natomiast funkcjonariusze żandarmerii z posterunku w Wejherowie.
Prawdopodobnie ofiary zmuszano, aby przed śmiercią rozebrały się do bielizny. Następnie w grupach po 5–6 osób prowadzono je nad krawędzie zbiorowych mogił, gdzie były mordowane strzałem w tył głowy, w pozycji stojącej lub klęczącej. Rannych dobijał dowódca plutonu egzekucyjnego. Pozostałe ofiary zazwyczaj oczekiwały na swoją kolej w odległości ok. 200 metrów od miejsca egzekucji. Według relacji jednego ze świadków miały także miejsce przypadki, gdy prowadzonych przez las skazańców rozstrzeliwano ogniem ukrytych w krzakach karabinów maszynowych. Egzekucje odbywały się zarówno w dzień, jak i w nocy (w świetle reflektorów samochodowych) . Elżbieta Grot oceniała, że w ciągu jednego tylko dnia członkowie Wachsturmbann „Eimann” byli w stanie rozstrzelać ok. 150 ludzi . Owe wyliczenia potwierdzają zeznania Josefa Lemke, Niemca z Wejherowa, który zaobserwował, iż transporty do Piaśnicy składały się zwykle z ok. pięciu samochodów ciężarowych, z których każdy przewoził ok. 30 skazańców. Członkowie plutonów egzekucyjnych znajdowali się zazwyczaj pod wpływem alkoholu (w masowych grobach znajdowano później butelki po wódce). Niektórych rannych dobijano ciosami kolb karabinowych, o czym mogą świadczyć roztrzaskane czaszki odnalezione w mogiłach. Prawdopodobnie zdarzały się także przypadki grzebania rannych żywcem. Przed egzekucjami – co potwierdzają zeznania świadków oraz wyniki oględzin odnalezionych zwłok – Niemcy torturowali skazańców. Niektóre relacje mówią o bestialskim zabijaniu małych dzieci poprzez rozbijanie ich główek o pnie drzew. W pniach drzew rosnących w pobliżu masowych grobów miano odnajdywać później dziecięce zęby i włosy. Po zakończeniu egzekucji opróżnione samochody odwoziły do Wejherowa ubrania zamordowanych. Były one następnie przekazywane nazistowskiej opiece społecznej (Nationalsozialistische Volkswohlfahrt). Przebieg akcji eksterminacyjnej był dokumentowany przez Niemców za pomocą fotografii. Ich autorami byli zazwyczaj Georg i Waldemar Engler (ojciec i syn) – członkowie Selbstschutzu prowadzący zakład fotograficzny w Wejherowie.
W blisko 50 wypadkach udało się sprecyzować datę egzekucji (dzień lub miesiąc). Ustalono na przykład, iż 3 listopada 1939 rozstrzelano w Piaśnicy co najmniej 82 osoby. Zamordowano wówczas m.in. szesnastu pracowników sądu i magistratu w Gdyni (w tym czterech sędziów oraz dyrektora i pracowników Miejskich Zakładów Energetycznych), kierownika elektrowni z Helu, pilota portu Gdańsk-Gdynia, dyrektora oddziału Banku Polskiego w Gdyni oraz wielu jego podwładnych, księdza z Wejherowa, czterech nauczycieli, licznych kupców, a także wielu mieszkańców miejscowości powiatu morskiego. W drugiej połowie listopada 1939 rozstrzelano w Piaśnicy grupę ok. 20 funkcjonariuszy Policji Państwowej z Gdyni – uczestników obrony Wybrzeża (nosili oni nadal niebieskie mundury stąd świadkowie uznali ich za marynarzy). W listopadzie lub na początku grudnia 1939 stracono grupę 20 członków Polskiego Związku Zachodniego oraz aresztowanych prewencyjnie notariuszy, adwokatów, oficerów rezerwy, lekarzy i inżynierów. Najwięcej informacji zachowało się jednak na temat mordu dokonanego 11 listopada 1939 – w dniu polskiego Święta Niepodległości. Strzałem w tył głowy zamordowano wówczas nad dołami Piaśnicy 314 osób. W gronie ofiar znalazło się m.in. 120 mieszkańców Gdyni (zatrzymanych we wrześniu 1939 w charakterze zakładników), 34 duchownych z terenów powiatu morskiego (w tym siostra Alicja Jadwiga Kotowska, przełożona Zgromadzenia Sióstr Zmartwychwstanek w Wejherowie, oraz dziewięciu jezuitów z Gdyni), grupa cywilnych obrońców Gdyni, a także grupka dzieci żydowskich. Ponadto rozstrzelano tego dnia licznych kupców, rzemieślników, nauczycieli, lekarzy, sędziów i urzędników z terenów powiatu morskiego. Na miejscu straceń obecny był wówczas Jan Kaszubowski (vel Hans Kassner) – szofer pracujący dla niemieckiego prezydium policji w Gdyni, po wojnie agent Smiersz. Zeznał on podczas powojennego procesu Forstera, że egzekucja trwała od wczesnych godzin porannych do godziny 11:00. Piątkami prowadzono mężczyzn i kobiety nad doły śmierci . Niektórzy z grzebanych w rowach jeszcze żyli.

Kiedyś, kiedy byłem akurat w Danziger Hof w Wejherowie, przybyło komando tych SS-owców, widocznie po egzekucji, i popijali w tym lokalu. Słyszałem, jak kilku członków komanda chwaliło się, […] że rozstrzelali znowu 100 albo i więcej Polaków. „Ten cholerny mózg tylko pryskał dokoła” – zeznanie Josefa Lemke, mieszkańca Wejherowa.

Niemcy dokładali wysiłków, aby zachować w tajemnicy dokonywane w Piaśnicy zbrodnie. Rodziny zamordowanych informowano fałszywie, że ich bliscy wyjechali do Generalnego Gubernatorstwa bądź ich los nie jest znany władzom niemieckim . Teren lasów wokół Piaśnicy otoczony był zawsze licznymi posterunkami policji, które miały za zadanie zapobiec ewentualnym ucieczkom skazańców i strzec miejsca zbrodni przed niepowołanymi świadkami. Przy wejściach do lasu ustawiono tablice z ostrzeżeniem: „kto pójdzie dalej zostanie bez ostrzeżenia rozstrzelany”. Na czas egzekucji leśniczy Stöckel zwalniał do domów wszystkich polskich robotników leśnych. Mimo to ludność polska, która obserwowała liczne transporty więźniów i słyszała dochodzące z lasu odgłosy strzałów, doskonale zdawała sobie sprawę z tego, co dzieje się w Piaśnicy. Polscy robotnicy leśni znajdowali w lesie ślady grobów i przedmioty należące do ofiar. Kilku Polakom szczegóły mordu opisali sami oprawcy. Mimo grożącego niebezpieczeństwa kilka osób zdołało także przyjrzeć się egzekucjom przeprowadzanym lesie. Jedynym naocznym świadkiem narodowości polskiej, któremu udało się po wojnie złożyć zeznanie nt. ludobójstwa w Piaśnicy, była Elżbieta Ellwart. Jesienią 1939 trafiła ona przypadkiem na miejsce kaźni, gdzie była świadkiem bestialskiego mordowania dzieci przez esesmanów oraz widziała zwłoki ks. Bolesława Witkowskiego (proboszcza parafii w Mechowie, dziekana dekanatu puckiego), ubrane w szaty liturgiczne i powieszone na jednym z drzew. Ponadto polscy pracownicy zakładu Englerów zdołali wykraść kilka odbitek zdjęć wykonanych w Piaśnicy .
Prawdopodobnie egzekucje polskich więźniów politycznych zakończyły się w pierwszej dekadzie grudnia 1939. Akcja eksterminacyjna prowadzona była jednak w lasach piaśnickich aż do wiosny 1940 roku. W tym okresie mordowano tam osoby przywiezione z terenów III Rzeszy. 
Piaśnica była największym – po obozie koncentracyjnym Stutthof – miejscem kaźni ludności polskiej na Pomorzu w okresie II wojny światowej. Miejsce to nazwane jest niekiedy „pomorskim Katyniem”  lub „Kaszubską Golgotą”. Dla niemieckich nazistów Piaśnica była jednym z największych poligonów doświadczalnych w przeprowadzaniu masowych zbrodni.

## Ofiary

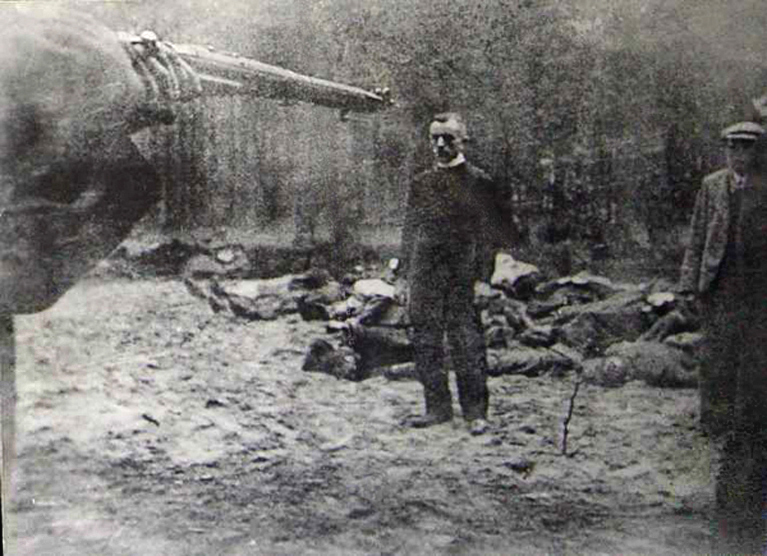
Piaśnica – moment egzekucji

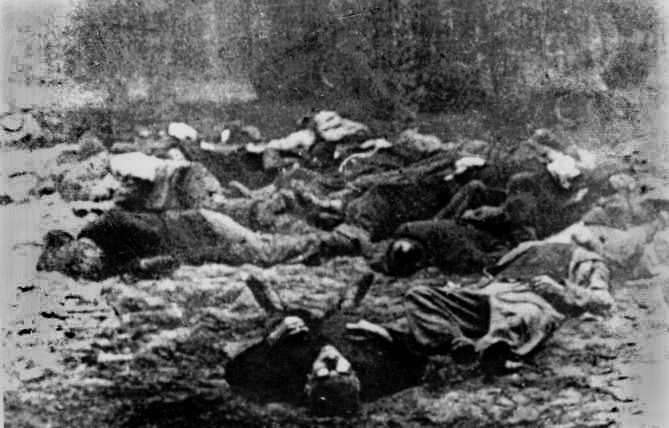
Ciała zamordowanych

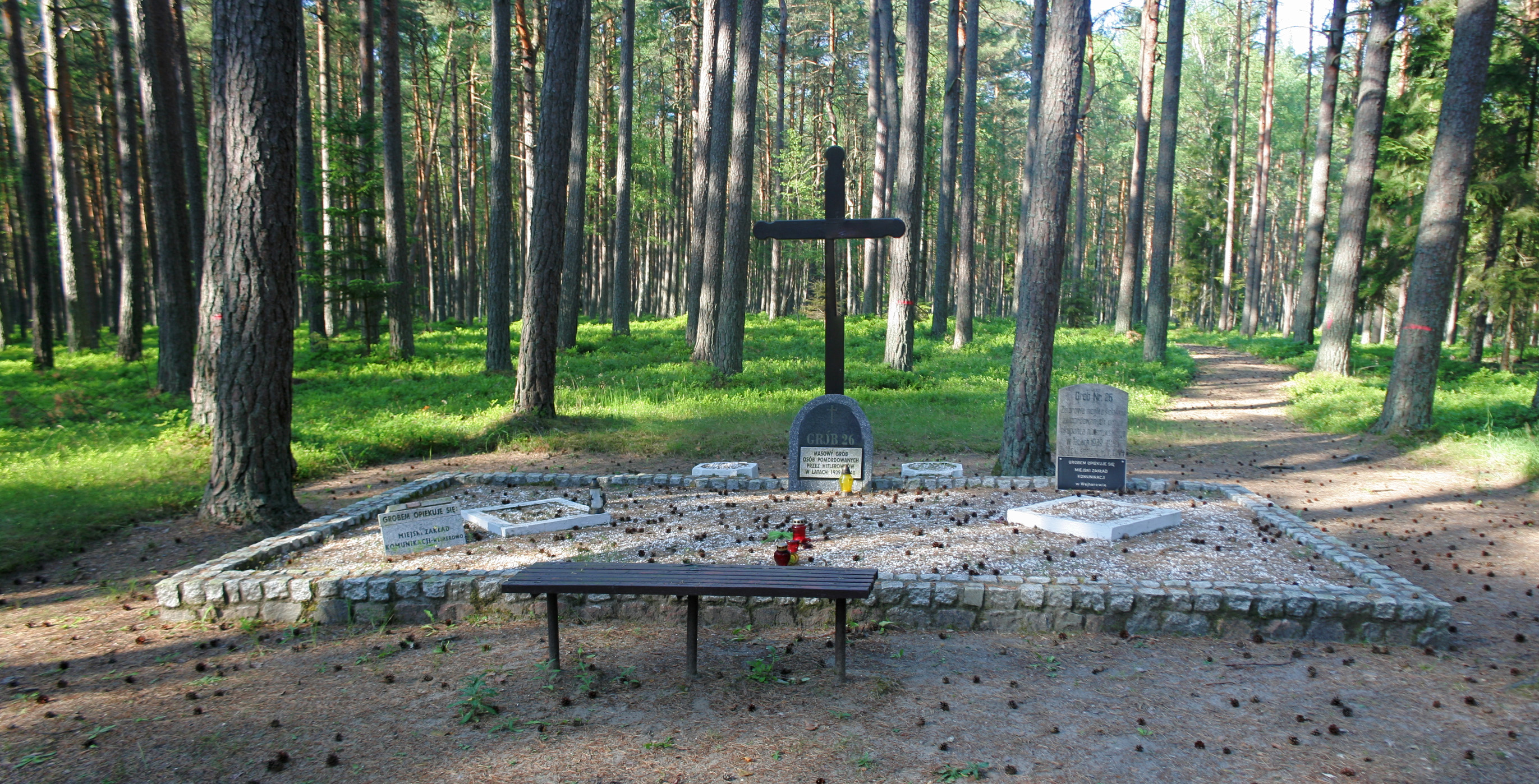
Jeden z masowych grobów w Piaśnicy

Ze względu na akcję zacierania śladów zbrodni przeprowadzoną przez Niemców w 1944 roku, jak również z powodu zniszczenia lub wywiezienia dokumentacji zbrodni piaśnickiej, wciąż nieznana pozostaje dokładna liczba pomordowanych, ich dane osobowe, a także liczba zbiorowych mogił. Polscy historycy szacują zazwyczaj, że w lasach piaśnickich zostało zamordowanych od 12 tys. do 14 tys. osób: mężczyzn, kobiet i dzieci. W źródłach niemieckich liczbę ofiar szacuje się natomiast na 6 tys.
W trakcie śledztw prowadzonych po zakończeniu wojny udało się ustalić, że ofiary zbrodni w Piaśnicy można zasadniczo podzielić na trzy grupy:
- pierwszą stanowili przedstawiciele polskiej elity politycznej i intelektualnej – zatrzymani przez Niemców jesienią 1939 roku, a następnie przetrzymywani w więzieniach w Wejherowie, Pucku, Gdańsku, Kartuzach i Kościerzynie oraz w obozach internowania osób cywilnych w Gdańsku-Nowym Porcie i Gdyni-Grabówku[82]. Z tego grona wywodziło się prawdopodobnie ok. 2 tys. ofiar Piaśnicy.
- drugą, a zarazem największą grupę ofiar stanowiły rodziny polskie, czeskie i niemieckie przywiezione z głębi III Rzeszy. W lasach piaśnickich zamordowano prawdopodobnie do 10 tys. mężczyzn, kobiet i dzieci zaliczających się do tej kategorii ofiar.
- trzecią grupę ofiar Piaśnicy stanowili pacjenci niemieckich szpitali psychiatrycznych, których mordowano w ramach akcji T4 rozpoczętej pod koniec 1939 roku zarówno na terenie III Rzeszy, jak i na okupowanych ziemiach polskich. W lasach piaśnickich zginęło co najmniej 1,2 tys. chorych, których przywieziono z zakładów leczniczych na Pomorzu Zachodnim i w Meklemburgii.

Śledztwa oraz badania naukowe prowadzone w Polsce po zakończeniu wojny pozwoliły zidentyfikować jedynie kilkaset ofiar Piaśnicy. Stosunkowo najwięcej informacji udało się uzyskać na temat zamordowanych tam polskich więźniów politycznych. Do 2009 roku ustalono nazwiska 852 ofiar; pochodzących z Gdyni, Wolnego Miasta Gdańska oraz z miejscowości leżących w granicach ówczesnych powiatów: morskiego, kartuskiego i kościerskiego. Polscy historycy przyjmują zazwyczaj, że w lasach piaśnickich zamordowano ok. 2 tys. mieszkańców Wybrzeża. Pewne światło na kwestię liczby ofiar rzucają zachowane raporty okupacyjnego starosty wejherowskiego, Heinza Lorenza. W styczniu 1940 poinformował on gauleitera Forstera, że „z powiatu zlikwidowano 634 osoby”. Owa liczba obejmuje jednak wyłącznie osoby zamieszkujące tereny obecnych powiatów puckiego i wejherowskiego. Mogłoby to oznaczać, że pozostałe ok. 1400 ofiar pochodziło z Gdyni, Gdańska oraz z miejscowości powiatów kartuskiego i kościerskiego.
W gronie zamordowanych mieszkańców Wybrzeża znaleźli się przedstawiciele wszystkich warstw polskiego społeczeństwa, zaangażowani w latach międzywojennych w działalność polityczną, społeczną, oświatową, kulturalną, religijną oraz sportową. Szczególnie ciężkie straty poniosło zwłaszcza duchowieństwo katolickie, nauczycielstwo oraz członkowie administracji państwowej i samorządowej. W Piaśnicy ginęli również działacze polonijni oraz pracownicy PKP z Wolnego Miasta Gdańska. Miały także miejsce przypadki mordowania polskich jeńców wojennych (celem zachowania pozorów przestrzegania Konwencji Genewskiej zwalniano ich z niewoli, a następnie już jako „cywilów” zatrzymywano i likwidowano). Znane jest nazwisko jednej z takich ofiar – podoficera Pawlaczyka (obrońcy Helu). Ponadto w gronie ofiar Piaśnicy znalazła się niewielka grupa dorosłych i dzieci narodowości żydowskiej. Represje dotknęły nawet miejscowych Niemców. W Piaśnicy został zamordowany Franz Lidzbarski, bogaty niemiecki przedsiębiorca budowlany z Wejherowa, który był działaczem mniejszości niemieckiej w Polsce, lecz dał się poznać jako przeciwnik nazizmu. Zginął tam także Arthur Knack, rolnik narodowości niemieckiej zamieszkały w Połczynie, zadenuncjowany przez miejscowych volksdeutschów.
O wiele więcej trudności nastręcza historykom identyfikacja ofiar przywiezionych z głębi Rzeszy. Do dziś nie udało się odszukać w archiwach niemieckich imiennych list zamordowanych. O skali akcji eksterminacyjnej świadczy jedynie liczba i wielkość odkrytych w Piaśnicy mogił. Z kolei pochodzenie ofiar udało się naświetlić dzięki zeznaniom polskich kolejarzy obsługujących w latach 1939–1940 stację kolejową w Wejherowie. Mimo surowych zakazów władz niemieckich zdołali oni nawiązać kontakt z pasażerami „wagonów specjalnych” i ustalić, że wśród ofiar przywożonych z głębi Rzeszy przeważały polskie rodziny robotnicze, które w latach międzywojennych wyjechały z Polski do Niemiec w celach zarobkowych. Po wojnie odkryto, że we wrześniu i październiku 1939 niemieckie władze policyjne przeprowadziły zakrojoną na szeroką skalę akcję internowania przebywających na terenie Rzeszy obywateli polskich, jak również obywateli niemieckich narodowości polskiej (uznanych za niebezpiecznych dla państwa). Placówki Gestapo otrzymały następnie polecenie usunięcia tych ludzi z terytorium Rzeszy w terminie do końca marca 1940 roku. Jeden z obozów dla „wrogich cudzoziemców”, znajdujący się w Norymberdze, został rozwiązany w dniu 31 października 1939, czyli w momencie, gdy do Piaśnicy zaczęły nadchodzić pierwsze transporty z głębi Rzeszy. Pociągi z internowanymi polskimi migrantami przyjeżdżały do Wejherowa z Saksonii, Westfalii, Meklemburgii, Rostocku i innych regionów Niemiec. Ludzie ci byli przywożeni na miejsce straceń pod pozorem zakwaterowania w „domu wypoczynkowym w Piaśnicy” (niem. Erholungsheim Piasnitz) lub w obozie przesiedleńczym w Krokowej. W celu zatuszowania zbrodni mordowano całe rodziny. Ofiary pochodzenia niemieckiego były natomiast związane z opozycją antyhitlerowską (np. komuniści, socjaldemokraci). Niektórzy z zamordowanych Niemców zostali uprzednio zwolnieni z obozów koncentracyjnych. Informacja o tym, że ludzie ci byli mordowani w Piaśnicy pojawiła się podczas procesu Kurta Eimanna (Hanower, rok 1968). Niemieccy sędziowie nie rozwinęli jednak wówczas tego wątku. Nieznane są motywy kierowania do Piaśnicy rodzin czeskich.
W 1939 roku w sześciu zakładach leczniczych na Pomorzu Zachodnim i w Meklemburgii, tj. w Lęborku, Obrawalde, Stralsundzie, Treptow, Ueckermünde i Kückenmühle koło Szczecina, leczono około 7,6 tys. pacjentów. Do września 1941 roku prawie 70% zostało zamordowanych w ramach akcji T4. Badania archiwalne pozwoliły ustalić, że 1214 chorych zostało wywiezionych do nieistniejącego „zakładu leczniczego w Prusach Zachodnich”, co nie oznacza jednak automatycznie, że wszystkich zgładzono w Piaśnicy. Kurt Eimann podczas swego powojennego procesu przyznał się do zamordowania w Piaśnicy około 1,2 tys. chorych psychicznie; podczas procesu przedstawiono także listę z nazwiskami 900 osób pacjentów, które przywieziono na stracenie do Piaśnicy . Informacja o zamordowaniu 1220 „umysłowo chorych z Rzeszy” znalazła się także w raporcie starosty Lorenza ze stycznia 1940. Nie jest jednak wykluczone, że liczba ta była zaniżona. W sporządzonym w grudniu 1939 roku raporcie nt. „dokonań” jednostki Eimanna mowa była bowiem o 1400 zamordowanych pacjentach. Elżbieta Grot i Barbara Bojarska szacowały, że liczba ofiar akcji T4 zamordowanych w Piaśnicy mogła sięgnąć ok. 2 tys. osób.
Nowych informacji na temat personaliów ofiar zbrodni w Piaśnicy dostarczy śledztwo, które od 2011 roku jest prowadzone przez Oddziałową Komisję Ścigania Zbrodni przeciwko Narodowi Polskiemu w Gdańsku. Do 2019 roku badacze Instytutu Pamięci Narodowej zdołali ustalić nazwiska 2,5 tys. ofiar, w tym około 1,3 tys. Polaków oraz około 1,2 tys. pacjentów niemieckich zakładów psychiatrycznych. Dane personalne zamordowanych zostaną opublikowane w monografii, której wydanie IPN planuje po zakończeniu śledztwa.

### Niektóre spośród zidentyfikowanych ofiar Piaśnicy

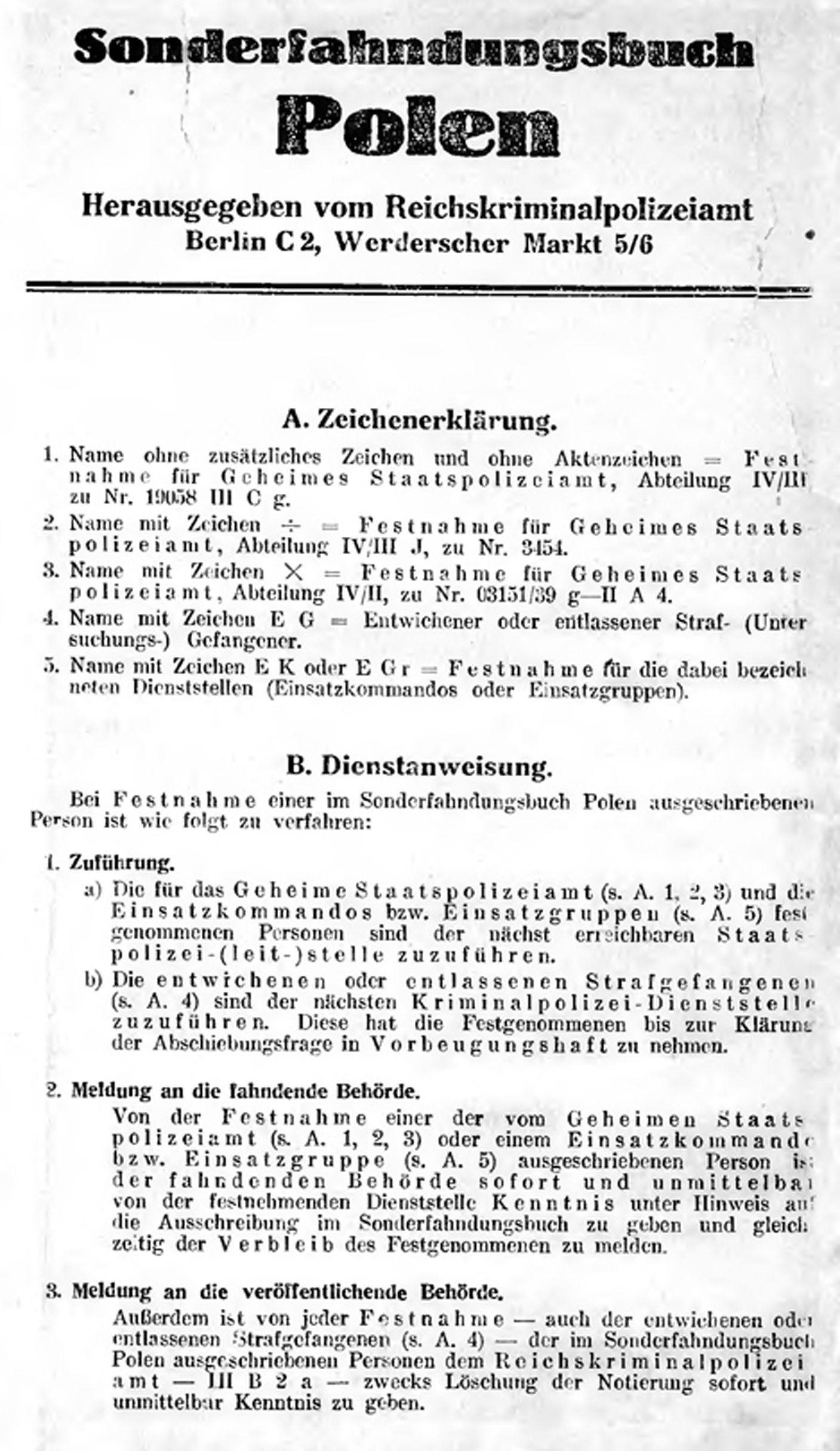
Sonderfahndungsbuch Polen – przygotowana przez SS lista nazwisk Polaków przeznaczonych do likwidacji

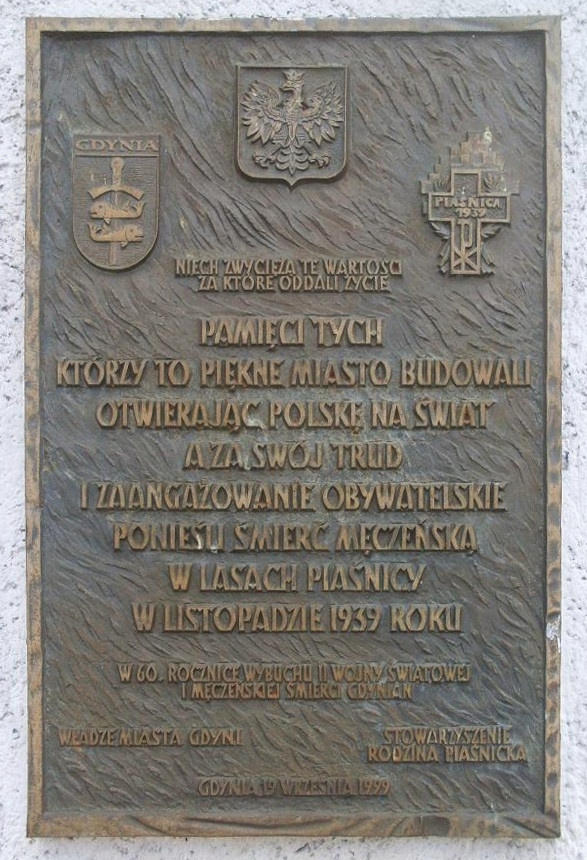
Gdynia. Tablica upamiętniająca ofiary Piaśnicy

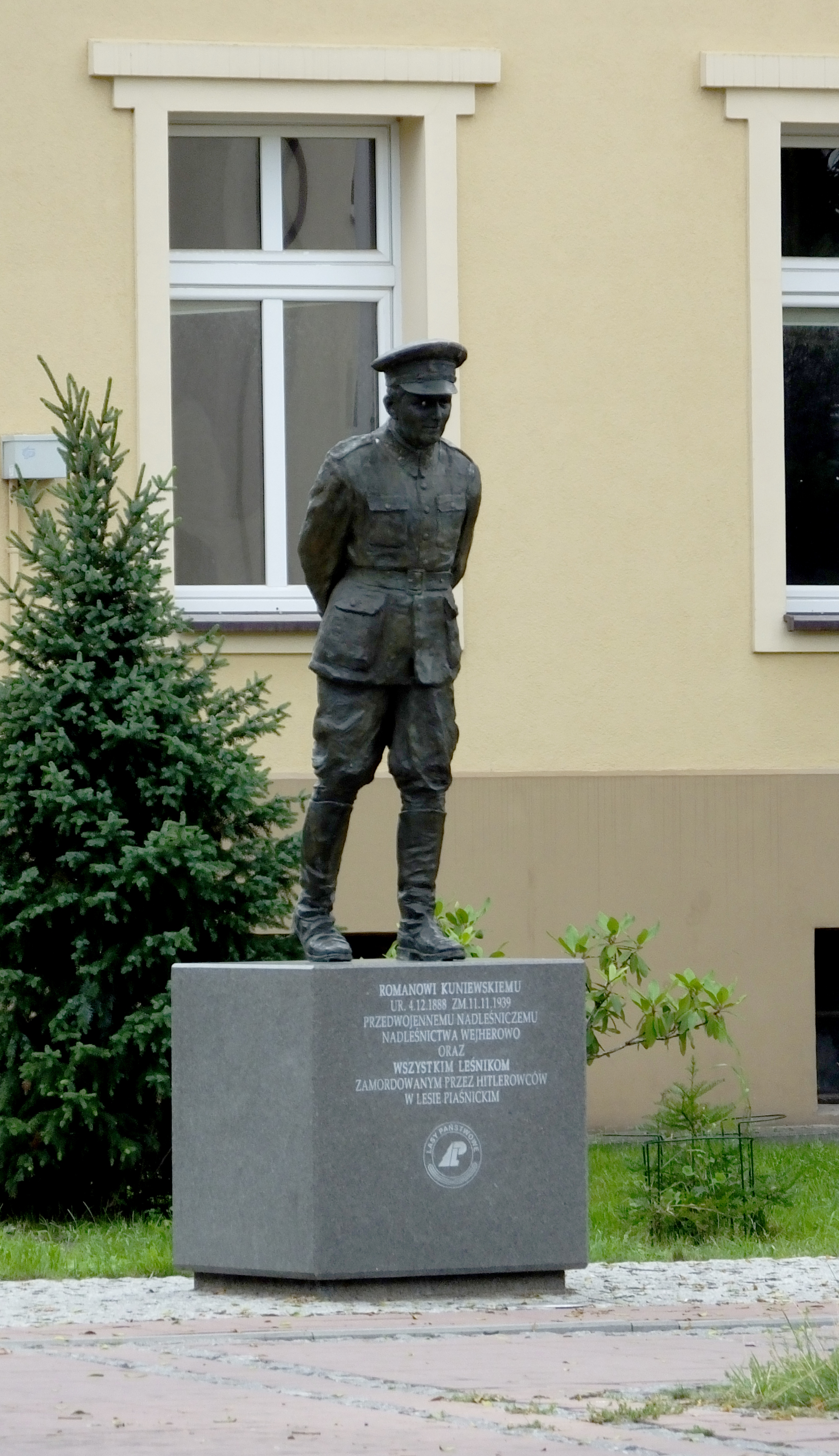
Pomnik nadleśniczego Romana Kuniewskiego i leśników zamordowanych w lasach piaśnickich

W Piaśnicy zostało zamordowanych wielu przedstawicieli polskiej elity politycznej, społecznej, intelektualnej i kulturalnej z terenów Kaszub i Pomorza. Wśród ofiar znaleźli się m.in. liczni:
- Działacze polityczni i społeczni – Franciszek Balk (stolarz, przewodniczący „Strzelca” oraz Związku Rezerwistów w Gościcinie); Bolesław Blaszke (organista, sołtys wsi Tyłowo); Władysław Cieślicki (urzędnik pocztowy w Wejherowie, wiceprezes oddziału powiatowego PZZ); Paweł Dzigiewicz (prezes Spółdzielni Towarzystwa Robotników Katolickich w Gdyni); Wacław Gierdziejewski (inżynier mechanik, prezes Ligi Morskiej i Kolonialnej w Gdyni); Bronisław Guziński (członek rady miejskiej Wejherowa, księgowy); Juliusz Hundsdorff (kupiec, radny miasta Gdyni); Józef Józefowicz (żeglarz, członek Yacht Klubu w Gdyni); Zdzisław Józewicz (adwokat, prezes gdyńskiego oddziału PZZ); Alojzy Kamiński (starszy cechu fryzjerskiego w Gdyni); Józef Kitowski (król Kurkowego Bractwa Strzeleckiego w Gdyni); Władysław Klebba (sołtys Rekowa); Roman Kuniewski (nadleśniczy, radny miasta Wejherowa, wiceprezes BBWR w powiecie morskim i prezes powiatowych struktur „Strzelca”); Franciszek Kurowski (ziemianin, działacz społeczno-polityczny); Wojciech Mikołajczyk (kupiec, radny miasta Gdyni, współzałożyciel Kurkowego Bractwa Strzeleckiego w Gdyni); Józef Rataj (urzędnik Miejskich Zakładów Komunikacyjnych, wieloletni radny miasta Gdyni); Leon Sicha (wójt Łebna, przewodniczący koła BBWR); Józef Skrzypiński (pracownik Warsztatów Portowych Marynarki Wojennej w Gdyni, radny miejski); Andrzej Stróżyński (sekretarz Związku Robotników Rolnych i Leśnych); Franciszek Talaśka (drogomistrz, przewodniczący koła PZZ w Redzie); Józef Trybull (urzędnik ZUS, radny miasta Pucka); Kazimierz Turzyński (członek zarządu Korporacji Kupieckiej, radny miasta Gdyni); Władysław Wolski (kupiec, działacz kaszubski, członek PPS i PZZ); Jan Wosik (przewodnik portowy, radny miasta Rumi); Leon Wzorek (strażnik latarni morskiej na Rozewiu, prezes oddziału PZZ w Łebczu).
- Urzędnicy i pracownicy aparatu państwowego – Kazimierz Bieliński (dyrektor Miejskich Zakładów Elektrycznych w Gdyni); Andrzej Bieżuński (urzędnik Zarządu Miejskiego w Pucku); Alojzy Błaszkowski (kierownik agencji pocztowej w Szemudzie); Olgierd Bodowski (kierownik elektrowni na Helu); Stefan Borkowski (ekonomista, naczelnik wydziału handlowego Urzędu Morskiego w Gdyni, radny miasta Gdyni); Witold Brzeziński (referent oddziału prawnego Urzędu Morskiego w Gdyni); Ludwik Budka (kierownik oddziału urządzeń przeładunkowych w Urzędzie Morskim w Gdyni); Marian Bukowski (inżynier, naczelnik wydziału techniczno-budowlanego w Urzędzie Morskim w Gdyni); Konrad Burandt (urzędnik z Wejherowa); Stanisław Danielewicz (naczelnik stacji PKP w Wielkim Kacku); Andrzej Dampc (wójt Chwaszczyna); Stanisław Dłuski (kapitan żeglugi wielkiej, kierownik oddziału Państwowego Instytutu Meteorologicznego oraz wykładowca Państwowej Szkoły Morskiej w Gdyni); Franciszek Donarski (sekretarz starostwa w Wejherowie); Kazimierz Downarowicz (zastępca naczelnika Urzędu Celnego w Gdyni); Wiktor Fałatowicz (naczelnik Urzędu Celnego w Gdyni); Alfons Glich (urzędnik Zarządu Miejskiego w Pucku); Edmund Henkel (urzędnik wydziału wojskowego Komisariatu Generalnego RP w Gdańsku); Stanisław Jagodziński (ekonomista, z-ca naczelnika wydziału handlowego Urzędu Morskiego w Gdyni); Czesław Karwowski (kierownik oddziału bezpieczeństwa Komisariatu Rządu w Gdyni); Lucjan Kellas (naczelnik poczty w Redzie); Roman Klein (kierownik referatu wojskowego Urzędu Morskiego w Gdyni); Bolesław Kralewski (zastępca wójta gminy Wejherowo-Zamek); Aleksander Kropidłowski (sekretarz Zarządu Miejskiego w Pucku); Henryk Kurkiewicz (urzędnik z Pucka); Edward Łakomy (wójt gminy Wejherowo-Wieś, major WP w stanie spoczynku); Stanisław Walenty Łęgowski (dyrektor Urzędu Morskiego w Gdyni); Lucjan Michalski (kierownik oddziału finansowego Urzędu Morskiego w Gdyni); Antoni Milczewski (urzędnik Zarządu Miejskiego w Wejherowie, członek PZZ); Jan Murawski (inspektor rolny z Gdyni); Tomasz Nowak (wójt gminy Krokowa); Alojzy Parchem (urzędnik Zarządu Miejskiego w Wejherowie, działacz sportowy, członek PCK); Jan Pawlak (urzędnik Zarządu Miejskiego w Wejherowie, członek PZZ oraz Związku Powstańców i Wojaków); Antoni Potocki (starosta powiatu morskiego); Hipolit Roszczynialski (wójt gminy Rumia-Zagórze, rotmistrz rezerwy 18. pułku ułanów); Józef Schroeder (naczelnik urzędu pocztowego w Pucku); Lucjan Skupień (naczelnik wydziału I Komisariatu Rządu w Gdyni); Stefan Sobczak (urzędnik Zarządu Miejskiego w Wejherowie); Włodzimierz Szaniawski (Wicekomisarz Rządu w Gdyni); Franciszek Szulfer (naczelnik wydziału handlowo-taryfowego Biura Portowego PKP w Gdyni); Andrzej Wierzuński (urzędnik Zarządu Miejskiego w Pucku); Wacław Zygmanowski (kierownik urzędu celnego w Żarnowcu).
- Działacze polonijni z Wolnego Miasta Gdańska – Jerzy Augustyński (urzędnik Polskiej Agencji Eksportu Drewna „Paged”, działacz Polonii gdańskiej, syn Jana Augustyńskiego); Władysław Cieszyński (redaktor „Gazety Gdańskiej” i współzałożyciel Towarzystwa Przyjaciół Nauki i Sztuki w Gdańsku); Kazimierz Dudziński (działacz polonijny z Sopotu); Jan Jagła (działacz polonijny z Sopotu); Feliks Kalewski (nauczyciel Szkoły Handlowej w Gdańsku); Paweł Kolka (drużynowy X Gdańskiej Drużyny Harcerskiej im. ks. Skorupki); Ignacy Kurzyński (działacz Polonii gdańskiej, członek rady miejskiej Gdańska w latach 1936–1939); Szczepan Pilecki (wicemarszałek Gminy Polskiej Związku Polaków w Wolnym Mieście Gdańsku); Kazimierz Sołtysik (dyrektor Szkoły Średniej Macierzy Szkolnej w Gdańsku); Ferdynand Śliwa (nauczyciel fizyki w Gimnazjum Polskim Macierzy Szkolnej w Gdańsku); Henryk Świętochowski (harcerz z Sopotu, lekkoatleta); Henryk Thomas (naczelnik oddziału kontroli drogowej PKP w Gdańsku, działacz polonijny).
- Nauczyciele – Alfred Babiński (nauczyciel Gimnazjum TSŚ nr 803 w Gdyni); Teodora Bach-Żelewska (nauczycielka z Pucka); Bolesław Bawłocki; Augustyn Bielawski (kierownik szkoły w Łętowie); Kazimierz Bielski (wykładowca Państwowej Szkoły Morskiej w Gdyni); Tadeusz Błaszczak vel Błaszczyk (kierownik szkoły w Kieleńskiej Hucie); Teofil Bochentyn (instruktor Przysposobienia Wojskowego w Wejherowie); Edmund Boneszkowski (kierownik szkoły powszechnej w Wielkim Kacku); Józef Brauer (nauczyciel szkoły powszechnej nr 4 w Gdyni); Wiktor Czapiewski (nauczyciel z Rekowa); Wiktoria Czerwionka (kierownik szkoły w Osowej); Jan Edmund Duszyński (kierownik szkoły powszechnej w Dębogórzu); Leon Effenberg (nauczyciel szkoły powszechnej nr 11 w Gdyni); Antoni Gelles (nauczyciel Liceum Pedagogicznego w Wejherowie); Franciszek Goździoł (nauczyciel z Osowej); Jan Grenda (nauczyciel szkoły powszechnej w Starzynie); Bernard Henning (nauczyciel z Kartuz); Jan Hinz (kierownik szkoły powszechnej w Piekle); Leon Bronisław Jackowski (kierownik Szkoły Wychowawczej Krajowych Zakładów Opieki Społecznej w Wejherowie); Franciszek Kaiser vel Kaizer (kierownik szkoły powszechnej w Lini); Alojzy Karwasz (kierownik szkoły powszechnej w Donimierzu); Wacław Kiedrowicz (kierownik szkoły powszechnej w Mostach); Paweł Kielas (kierownik szkoły powszechnej w Przetoczynie); Kazimierz Konopka (wychowawca w Państwowej Szkole Morskiej w Gdyni); Karol Kopeć (inspektor szkolny w Gdyni); Franciszek Kornowski (kierownik szkoły powszechnej w Gdyni-Chyloni); Henryk Kossakowski (wykładowca w Państwowej Szkole Morskiej w Gdyni, harcmistrz); Jan Koszałka (kierownik szkoły powszechnej w Pierwoszynie); Rudolf Kuchniewicz (nauczyciel z Celbowa); Leon Kupferschmidt (nauczyciel z Żelistrzewa); Emil Kwidziński (kierownik szkoły powszechnej w Szemudzie); Mieczysław Lorkowski (kierownik szkoły powszechnej w Mechowie); Jan Maciejewski (nauczyciel szkoły powszechnej w Wejherowie, członek PZZ); Bronisław Malinowski (nauczyciel z Gdyni); Franciszek Niklewicz (kierownik szkoły powszechnej nr 20 w Wielkim Kacku); Andrzej Nowak (nauczyciel Gimnazjum Męskiego w Wejherowie); Antoni Olszewski (nauczyciel z Gdańska); Kazimiera Ottowska (dyrektorka Gimnazjum Żeńskiego TSŚ w Gdyni); siostry Stanisława i Kazimiera Panek (nauczycielki Liceum Pedagogicznego w Wejherowie); Konstanty Parzych (nauczyciel Liceum Pedagogicznego w Wejherowie); Bolesław Pawłowski (kierownik szkoły powszechnej w Świecinie); Michał Raatz (nauczyciel szkoły powszechnej nr 5 w Gdyni); Stanisław Robaczyk (nauczyciel szkoły powszechnej w Pucku); Stefan Ruchniewicz (nauczyciel z Chwarzna); J. Ruszyński (nauczyciel Liceum Pedagogicznego w Wejherowie); Teodora Sławińska (nauczycielka szkoły powszechnej w Pucku); Paweł Słowik (kierownik szkoły powszechnej w Kosakowie); Jan Stark (nauczyciel szkoły powszechnej w Wielkim Kacku); Aleksander Szulc (dyrektor Liceum Szkoły Handlu Morskiego i Techniki Portowej w Gdyni); Stefan Tarnowski; Wilhelm Tyszkowski (nauczyciel Gimnazjum Męskiego w Wejherowie); Józef Ulemberg (nauczyciel z Wejherowa); Józef Urbański (nauczyciel Liceum Pedagogicznego w Wejherowie); Jan Wadowski (inspektor szkolny w Wejherowie); Wiktor Wandycz (podinspektor szkolny w Wejherowie); Władysław Wielewski (nauczyciel z Wejherowa); Augustyn Teodor Wiśniewski (kierownik szkoły powszechnej w Połczynie); Tadeusz Zaleski (dyrektor gimnazjum męskiego w Gdyni).

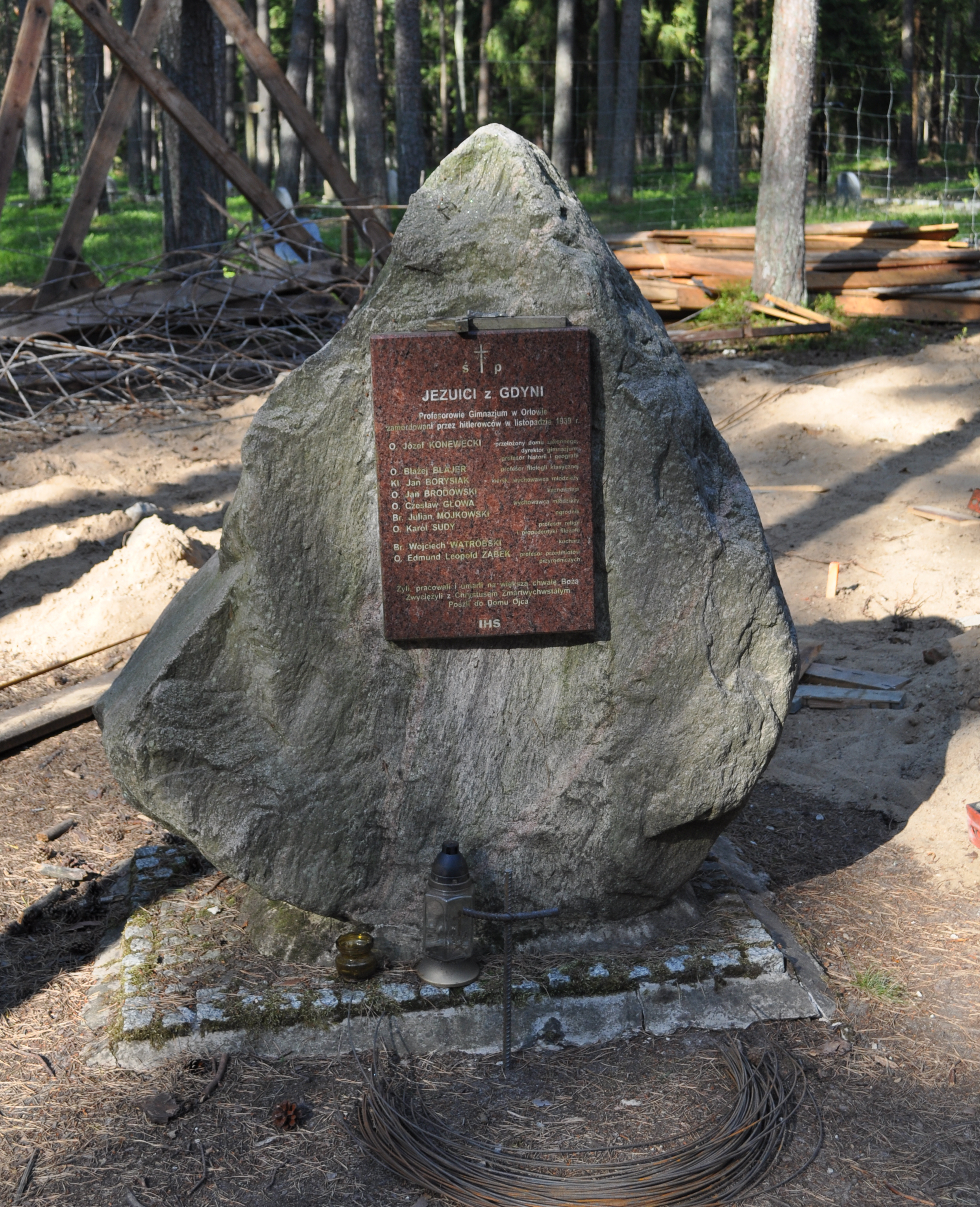
Głaz na terenie puszczy upamiętniający zamordowanych jezuitów z Gdyni

- Duchowni katoliccy – ks. Ludwik Angryk (wikariusz z Hallerowa); ks. Jan Bieńkowski (wikariusz parafii pw. NMP w Gdyni); o. Błażej Blajer (jezuita, profesor filologii klasycznej w gimnazjum jezuitów w Gdyni); ks. Ignacy Błażejewski vel Błażewski (salezjanin z Rumi); Jan Borysiak (kleryk jezuicki, wychowawca w gimnazjum jezuitów w Gdyni); o. Jan Brodowski (jezuita z Gdyni); ks. Piotr Dunajski (wikariusz parafii pw. NMP w Gdyni); ks. Anastazy Fierek (kuratus parafii pw. Przemienienia Pańskiego w Gdyni-Cisowej); ks. Edmund Fittkau (proboszcz w Pucku, dziekan); ks. Ludwik Gasiński (proboszcz parafii pw. NMP w Grudziądzu); ks. Jan Gliszczyński (ksiądz z Wejherowa, nauczyciel religii na Uniwersytecie Ludowym w Bolszewie); o. Czesław Głowa (jezuita, nauczyciel w gimnazjum jezuitów w Gdyni); ks. Juliusz Heinig (wikariusz z Wejherowa); ks. Walter Hoeft (ksiądz z Gdańska); ks. Jan Jakubowski (kapelan Sióstr Miłosierdzia w Babich Dołach); o. Witold Jamróg (franciszkanin, dyrektor „Rycerza Niepokalanej” w Gdyni); s. Joanna Jóźwiak (siostra zakonna, pielęgniarka); ks. Kazimierz Kalisz (wikariusz parafii pw. NMP w Gdyni); ks. Alojzy Kaszubowski (proboszcz parafii w Kosakowie); ks. Alojzy Knitter (wikariusz z Rumi-Zagórza); o. Józef Konewecki (jezuita, rektor Kolegium Księży Jezuitów w Gdyni, dyrektor gimnazjum jezuitów w Gdyni); s. Alicja Jadwiga Kotowska (przełożona Zgromadzenia Sióstr Zmartwychwstanek w Wejherowie, dyrektorka tamtejszego gimnazjum i liceum żeńskiego); ks. Anastazy Kręcki (proboszcz w Strzelnie); ks. Józef Kupper (wikariusz z Chwaszczyna); ks. Bronisław Labuda (wikariusz z Pucka); ks. Józef Lehmann (kapelan więzienny z Wejherowa); ks. Paweł Małachowski (prefekt, Wejherowo); br. Julian Mojkowski (jezuita z Gdyni); ks. Józef Mówiński (kuratus parafii w Gdyni-Witominie, nauczyciel w szkole powszechnej nr 3 w Gdyni); ks. Feliks Niklewski (dyrektor Specjalnego Zakładu Wychowawczego w Wejherowie); ks. Brunon Olkiewicz (kuratus parafii w Gdyni-Obłużu); ks. Alojzy Piórkowski (kapelan MS Batory); ks. Wojciech Pronobis (proboszcz parafii w Swarzewie); ks. Franciszek Przybisz vel Przybysz (wikariusz z Wejherowa); ks. Czesław Racki (prefekt, Gdynia); ks. Leon Rompca (wikariusz z Gdyni); ks. Robert Sarnowski (proboszcz parafii w Chwaszczynie); o. Karol Sudy (jezuita, profesor religii i propedeutyki filozofii w gmnazjum jezuitów w Gdyni); ks. Stanisław Szarafiński (proboszcz parafii w Strzepczu); ks. Ksawery Szynalewski (kuratus parafii w Kuźnicy); ks. Władysław Szypniewski (proboszcz parafii Kielno); ks. Bronisław Trzciński (wikariusz w Strzepczu); ks. Teodor Turzyński (proboszcz parafii pw. NMP w Gdyni, dziekan dekanatu gdyńskiego); ks. Franciszek Ugofowski (ksiądz z Gdyni); ks. Augustyn Warczak (wikariusz z Mechowej); br. Wojciech Wątróbski (jezuita z Gdyni); ks. Władysław Wielewski (kuratus parafii w Łebczu); ks. Czesław Wilemski (kuratus parafii w Tyłowie); ks. Paweł Wilemski (emeryt, Gdynia); ks. Bolesław Witkowski (proboszcz parafii w Mechowie, dziekan dekanatu puckiego, poseł na Sejm RP); ks. Edmund Wohlfeil (wikariusz z Rumi); ks. Jan Zakrzewski (wikariusz parafii pw. NMP w Gdyni); ks. Heliodor Zieliński (wikariusz z Żarnowca); o. Edmund Ząbek (jezuita, profesor przedmiotów przyrodniczych w gimnazjum jezuitów w Gdyni); ks. Mieczysław Żurek (dyrektor gdyńskiego Caritasu).
- Ekonomiści i przedsiębiorcy – Lucjan Borysławski (dyrektor Banku Rolnego w Gdyni); Edwin Chmielewski (właściciel i kierownik drogerii w Pucku); Franciszek Derc (dyrektor PKO w Pucku); Alfred Dziedziul (inżynier, wiceprezes Izby Przemysłowo-Handlowej w Gdyni); Jan Frąckowiak (kupiec drzewny z Gdyni); Franciszek Gałecki (właściciel cegielni z Osowej); Józef Konkol (przemysłowiec z Gdyni); Adam Korzeniowski (wiceprezes Związku Towarzystw Kupieckich w Gdyni); Witold Kukowski (dyrektor Banku Dyskontowego S.A. w Bydgoszczy, honorowy konsul Estonii w Wolnym Mieście Gdańsku); Franciszek Linke (założyciel i dyrektor zarządu Komunalnej Kasy Oszczędności w Gdyni); Czesław Nowacki (prezes Korporacji Kupieckiej w Gdyni, radny miasta Gdyni); Dawid Riese (właściciel kamienicy z Wejherowa); Władysław Smoleń (wiceprezes Izby Przemysłowo-Handlowej w Gdyni, wiceprezes Związku Towarzystw Kupieckich na Pomorzu); Stanisław Woda (dyrektor Banku Polskiego w Gdyni).
- Prawnicy – Teodor Bachmak (notariusz z Gdyni); Józef Belczewski (sekretarz sądu w Pucku); Karol Biliński (adwokat, były burmistrz Wejherowa); Jarosław Czarliński (prezes Sądu Okręgowego w Gdyni oraz prezes tamtejszego Towarzystwa Przyjaciół Nauk); Bronisław Felczykowski (urzędnik Sądu Okręgowego w Gdyni); Wiktor Kasprowicz (adwokat z Gdyni); Władysław Kiedrowski (sędzia z Gdyni, współzałożyciel Kaszubskiego Zrzeszenia Regionalnego „Stanica”); Edward Knapik (sędzia z Pucka); Jan Konwiński (naczelnik Sądu Grodzkiego w Gdyni); Adam Kozłowski (prokurator Sądu Okręgowego w Gdyni, członek PZZ); Leon Najman Mirza Kryczyński (wiceprezes Sądu Okręgowego w Gdyni); Wilhelm Pawłowski (doktor prawa, radca Prokuratorii Delegatury KGRP w Gdańsku); Kazimierz Rąfowski (sekretarz sądu w Pucku); Brunon Reszka (sekretarz sądu w Pucku); Kazimierz Schwarz (sędzia z Gdyni); Antoni Sikora (sekretarz biura adwokackiego w Wejherowie); Jan Wunschlik/Wunschik (asesor sądu okręgowego w Gdyni).
- Intelektualiści, dziennikarze i artyści – Stefan Bereza (pianista i kompozytor z Gdyni, z zawodu notariusz); Czesław Buksakowski (redaktor „Gazety Kaszubskiej”); Józef Witosławski (nauczyciel i publicysta z Kartuz).
- Lekarze – Leon Kokoszyński (lekarz powiatowy z Wejherowa); Ignacy Kramarczyk (stomatolog z Pucka); Aleksander Małecki (stomatolog z Rumi-Zagórza).
- Marynarze i żołnierze WP – Władysław Englert (porucznik WP); Witold Karpowicz (kapitan ż.w., pracownik Kapitanatu Portu Gdynia); Witold Nabrocki (komandor podporucznik Marynarki Wojennej, pilot portu w Gdyni); Józef Ostrowski (kapitan ż.w., inspektor Polskiej Marynarki Handlowej); Kazimierz Sobański (pracownik Kapitanatu Portu Gdynia, pilot portowy).

## Sprawcy
Zbrodni w Piaśnicy dokonano zasadniczo rękami:
- funkcjonariuszy Einsatzkommando 16 (EK 16) – specjalnej grupy operacyjnej niemieckiej policji bezpieczeństwa i służby bezpieczeństwa (Einsatzgruppen), którą kierował szef gdańskiego Gestapo, SS-Obersturmbannführer dr Rudolf Tröger. Szczególną rolę w akcji eksterminacyjnej odgrywał wieloletni pracownik gdańskiej policji kryminalnej SS-Hauptsturmführer Friedrich Class, który stał na czele ekspozytury EK 16 w Gdyni. To on, przez postawienie parafki „CL+” przy nazwisku, zatwierdzał wyroki śmierci dla polskich więźniów politycznych[41]. Classowi formalnie podlegała placówka Gestapo w Wejherowie[43]. W akcji eksterminacyjnej brał również prezydent gdyńskiej policji SS-Brigadeführer Christoph Diehm[55] oraz zastępca Classa, SS-Hauptsturmführer Franz Köpke. Ten ostatni odpowiadał m.in. za transport skazańców do lasów piaśnickich[41]. Niżsi rangą funkcjonariusze EK 16 prowadzili połączone z torturami „selekcje” w wejherowskim więzieniu, a także – według relacji świadków – nadzorowali transporty ofiar przywożonych z Rzeszy[99].
- członków specjalnego oddziału SS Wachsturmbann „Eimann” pod dowództwem SS-Sturmbannführera Kurta Eimanna, który sformowano na bazie gdańskiego SS-Standarte 36. W masowych mordach w Piaśnicy brały udział dwa z pięciu pododdziałów tej jednostki. Ich skład osobowy pozostaje nieznany[100].
- Niemców z okolic Wejherowa – członków paramilitarnego Selbstschutzu, którego powiatowym dowódcą był Hans Söhn (kierował on jednocześnie miejscową placówką Gestapo)[101]. Bojówki z terenów powiatu morskiego podlegały organizacyjnie V inspektoratowi Selbstschutzu z siedzibą w Starogardzie Gdańskim. Pod koniec swojego istnienia wejherowski Selbstschutz liczył ok. 90 członków. Niektórzy z nich przeszli przed wojną przeszkolenie w Wolnym Mieście Gdańsku[102][103]. Oddziały Selbstschutzu uczestniczyły w ludobójstwie w Piaśnicy od końca października do końca listopada 1939 – tj. do momentu oficjalnego rozwiązania tej formacji[104].

Zabezpieczeniem miejsca egzekucji zajmowali się funkcjonariusze żandarmerii z posterunku w Wejherowie, którymi dowodził kapitan policji Carl Lassen.
Aktywny udział w akcji eksterminacyjnej, w charakterze tzw. doradców politycznych, brali również: Heinz Lorentz – okupacyjny starosta powiatu morskiego (landrat), a zarazem kierownik powiatowych struktur NSDAP (kreisleiter); Gustaw Bamberger – okupacyjny wiceburmistrz Wejherowa, sekretarz miejscowego Landbundu; Friedrich Freimann – okupacyjny burmistrz Pucka. 
Sztab kierujący akcją ludobójstwa działał w zarekwirowanej wilii dra Franciszka Panka przy ul. Krokowskiej 6 w Wejherowie (obecnie ul. Ofiar Piaśnicy), gdzie miały swoją siedzibę lokalna placówka Gestapo oraz sztab powiatowego Selbstchutzu. Gromadzono tam także ubrania i bagaże należące do zamordowanych.

## Próby zatarcia śladów zbrodni
Wiosną 1940 roku – wkrótce po zakończeniu akcji eksterminacyjnej w Piaśnicy – Niemcy przystąpili do maskowania miejsca zbrodni poprzez sadzenie krzewów i drzew na miejscu masowych grobów. Ponadto lasy piaśnickie poddawano w następnych latach szczególnej kontroli lokalnych organów władzy i policji. Miejscowa ludność, która jesienią 1940 roku odzyskała prawo wstępu na teren lasu, znajdowała tam jednak szczątki ciał ludzkich – prawdopodobnie wyciągnięte z mogił przez lisy i wałęsające się psy. W efekcie Niemcy wystrzelali w okolicy wszystkie biegające swobodnie psy. 
Mimo niemieckiego terroru mieszkańcy okolicznych wsi podejmowali próby uczczenia pamięci zamordowanych. Niemiecka policja donosiła, że w Boże Ciało lub Dzień Zaduszny 1941 roku nieznane osoby pozostawiły w lesie piaśnickim wieńce i palące się świece .
W drugiej połowie 1944 roku, w związku ze zbliżaniem się Armii Czerwonej, Niemcy podjęli próbę zniszczenia wszelkich śladów zbrodni w Piaśnicy. Do realizacji tego zadania wyznaczono grupę 36 więźniów KL Stutthof, których pod koniec sierpnia 1944 sprowadzono pod silną strażą do Piaśnicy. Więźniowie przebywali początkowo we wsi Tyłowo, a później kwaterowali już stale w prowizorycznym leśnym legowisku. Celem zapobieżenia ewentualnym ucieczkom strażnicy zakuli więźniów w kajdany. Członkowie komanda byli zmuszani do rozkopywania grobów oraz wydobywania ciał ofiar, które następnie palono na leśnych paleniskach. Przez kilka tygodni swąd palonych ciał stale dochodził do pobliskich wsi. Niemcy ponownie zakazali wówczas okolicznej ludności wstępu do lasu. Pewien Polak z Tyłowa, który złamał ten zakaz, został zastrzelony na miejscu.
Po siedmiu tygodniach, kiedy praca była już zakończona, esesmani zamordowali wszystkich członków komanda i spalili ich ciała. Następnie oprawcy zatrudnili do pracy przy maskowaniu śladów po mogiłach niemieckich rolników z okolicznych wiosek.

## Po wojnie

### Ekshumacja i śledztwa

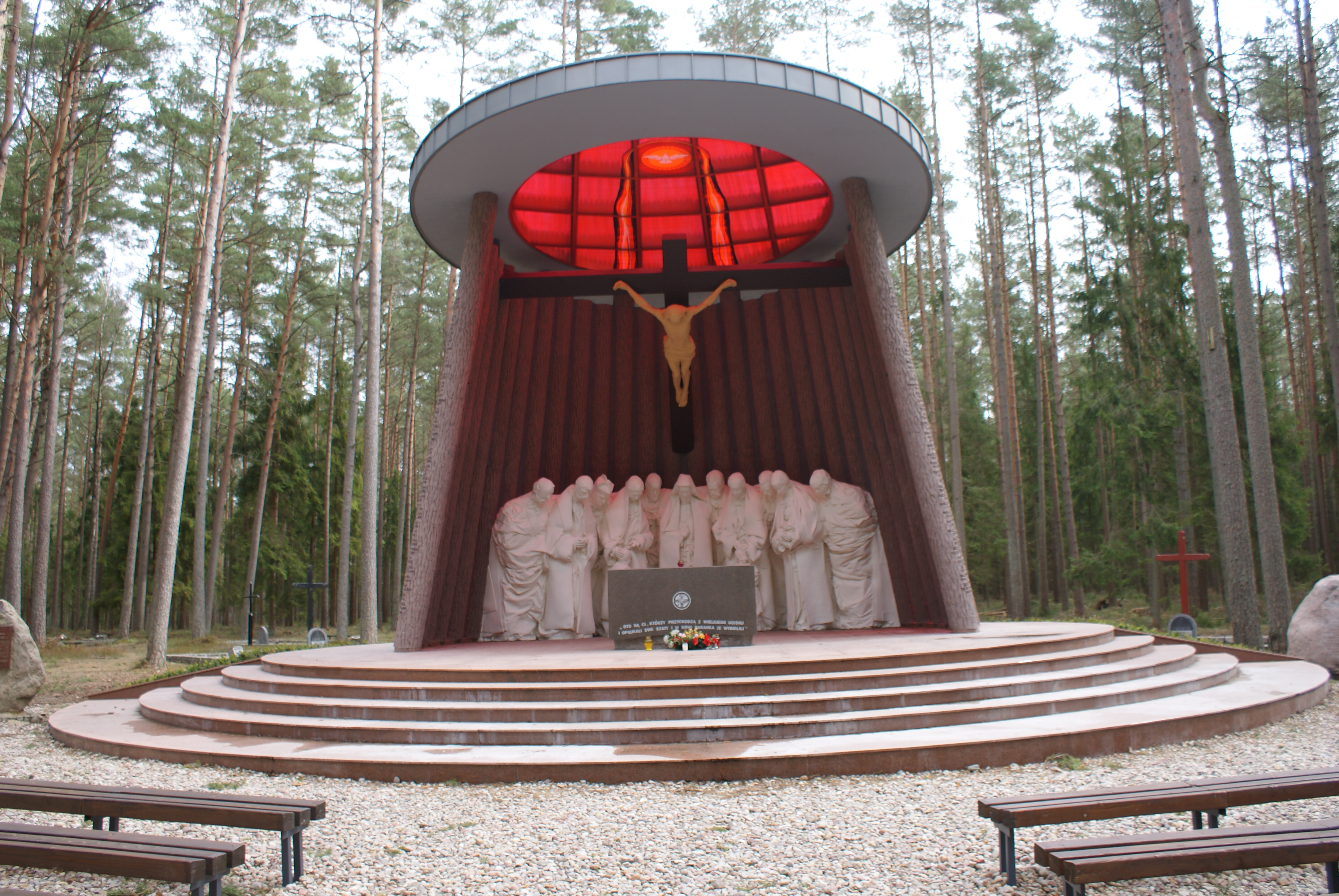
Kaplica-mauzoleum w lesie piaśnickim

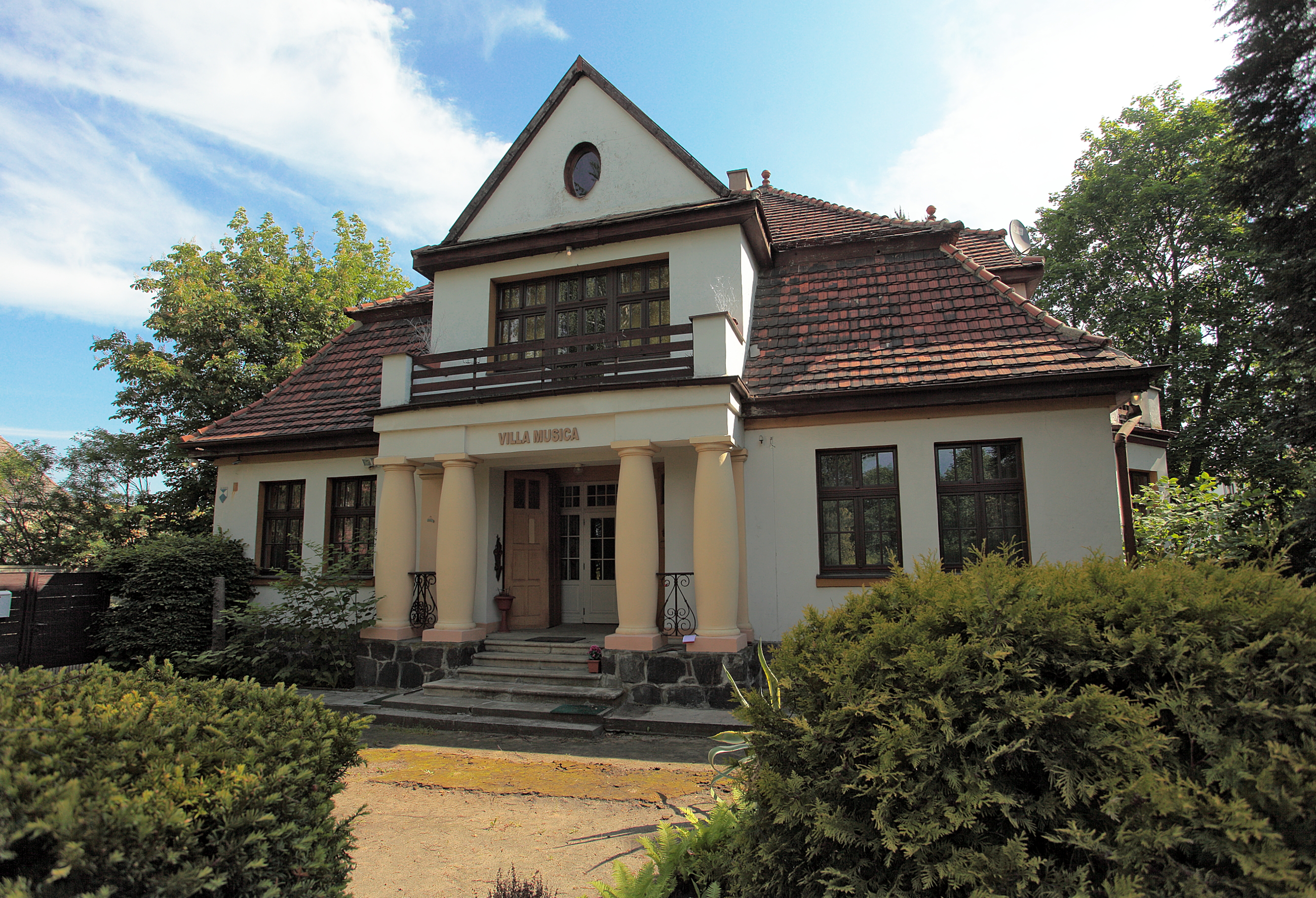
Willa dra Franciszka Panka w Wejherowie. Siedziba Muzeum Piaśnickiego

Wkrótce po zakończeniu działań wojennych z inicjatywy Polskiego Związku Zachodniego utworzono specjalną komisję ekshumacyjną, która razem z Okręgową Komisją Badania Zbrodni Niemieckich w Gdańsku przystąpiła do badania śladów zbrodni w lasach piaśnickich. Pracami kierował sędzia śledczy Sądu Okręgowego w Gdańsku, Antoni Zachariasiewicz. Na miejsce kaźni doprowadzono m.in. dwóch pozostałych jeszcze w Polsce rolników niemieckich, którzy jesienią 1939 roku byli zatrudnieni przy wykopywaniu grobów i grzebaniu zwłok. Byli to Walter Mahlke z Leśniewa i Ferdynand Globke z Domatowa. Wskazali oni miejsca, gdzie znajdowały się masowe mogiły, a Mahlke złożył dodatkowo zeznanie nt. przebiegu egzekucji. Globke nazajutrz po doprowadzeniu do Piaśnicy popełnił samobójstwo przez powieszenie.
Prace ekshumacyjne w Piaśnicy były prowadzone w dniach 7–22 października 1946. Spośród 35 zbiorowych mogił, o których istnieniu wspominali świadkowie, udało się odnaleźć pozostałości trzydziestu. Dokładnie przebadano tylko 26 grobów. Przebadane mogiły miały rozmiary od 5,4 do 12,8 metra długości, od 2,6 do 5 metrów szerokości i od 2,5 do 3,9 metra głębokości. Odnaleziono także ślady po dwóch paleniskach. Jedynie w dwóch mogiłach udało się jednak odnaleźć zachowane w całości zwłoki 305 ofiar, w tym pięciu kobiet. W pozostałych odnaleziono wyłącznie szczątki ludzkie, resztki ubrań oraz różne drobne przedmioty.
W trakcie ekshumacji rodziny rozpoznały 55 ofiar, w tym trzydziestu trzech mieszkańców Gdyni oraz dziesięciu mieszkańców Wejherowa (m.in. Karola Bilińskiego i Edwarda Łakomego). Niektóre zidentyfikowane zwłoki zostały zabrane przez rodziny i pochowane na parafialnych cmentarzach. Między innymi 26 października 1946 roku na cmentarzu wojskowym w Gdyni-Redłowie pochowano szczątki trzydziestu ofiar pochodzących z Gdyni, w tym jednej osoby nierozpoznanej . Pozostałe ofiary uroczyście pochowano w tych samych dwóch zbiorowych grobach w Piaśnicy, gdzie zostały odnalezione (groby nr 1 i 2).
W listopadzie 1962 roku dzięki badaniom prowadzonym przez Barbarę Bojarską, pracownika Instytutu Zachodniego w Poznaniu, udało się odnaleźć w Piaśnicy ślady kolejnych dwóch palenisk oraz mogiłę więźniów obozu koncentracyjnego Stutthof . Biorąc pod uwagę fakt, iż zeznania świadków wskazywały na istnienie co najmniej 35 zbiorowych grobów, nie jest wykluczone, że w lasach piaśnickich wciąż znajdują się nieodkryte mogiły kryjące szczątki ofiar ludobójstwa.
W 1967 roku władze polskie wznowiły śledztwo w sprawie zbrodni w Piaśnicy. Śledczy przesłuchali kilkuset świadków, przeprowadzili kilka kwerend archiwalnych oraz wytypowali podejrzanych. Z powodu niemożności przesłuchania świadków i podejrzanych zamieszkujących poza granicami Polski śledztwo zostało po ośmiu latach umorzone.
W grudniu 2010 roku marszałek województwa pomorskiego Mieczysław Struk zwrócił się do Instytutu Pamięci Narodowej z wnioskiem o wznowienie śledztwa w sprawie zbrodni w lasach piaśnickich, zawieszonego przez władze PRL w 1975 roku . W 2011 roku Oddziałowa Komisja Ścigania Zbrodni przeciwko Narodowi Polskiemu w Gdańsku podjęła decyzję o wznowieniu śledztwa „w sprawie masowych zabójstw obywateli polskich dokonanych jesienią 1939 r. w Piaśnicy koło Wejherowa”. Do chwili obecnej (maj 2020 roku) śledztwo nadal trwa. Po jego zakończeniu IPN planuje wydać monografię na temat zbrodni w Piaśnicy, w której znajdzie się m.in. imienna lista wszystkich zidentyfikowanych ofiar.

### Pamięć

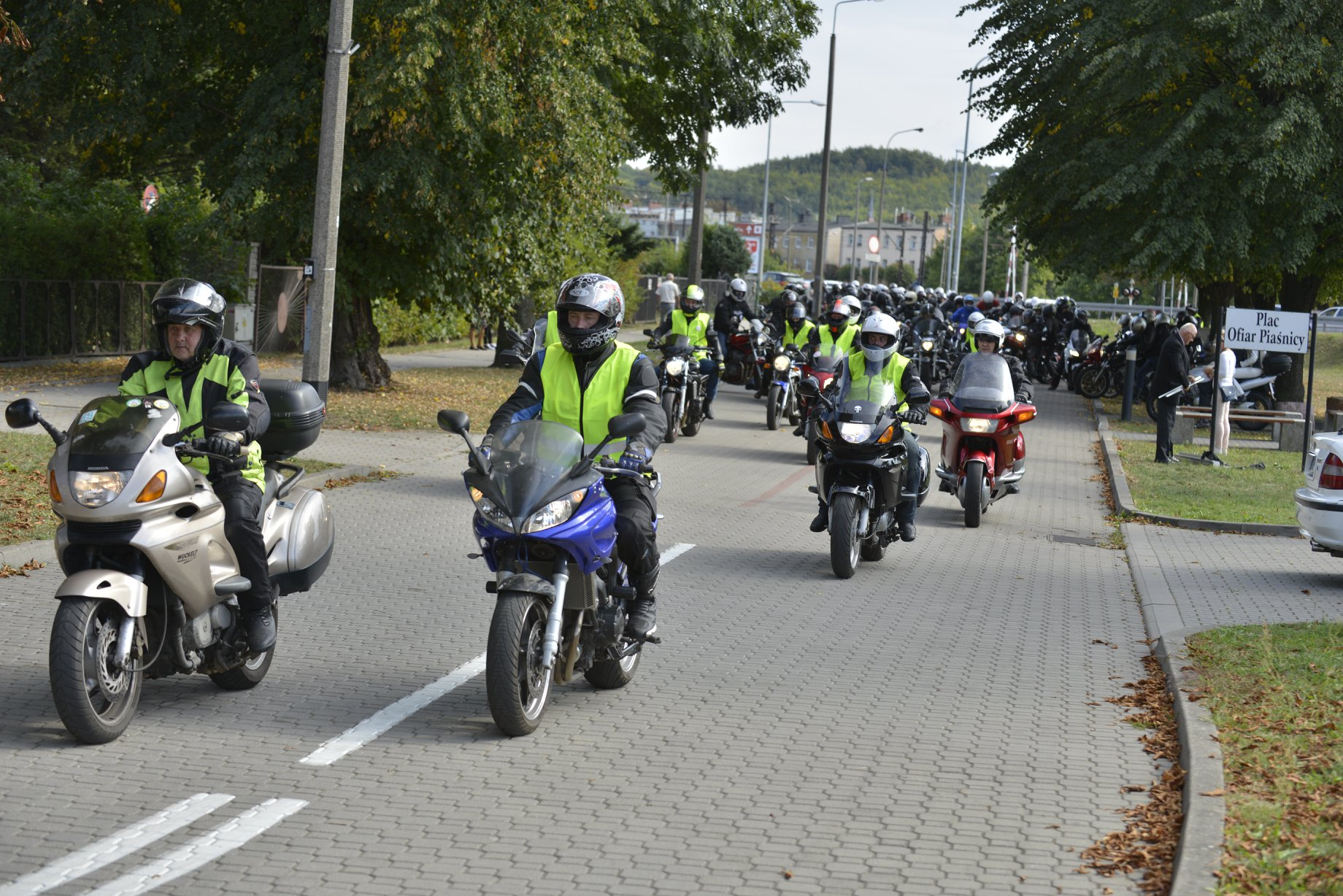
Motocyklowy Rajd Piaśnicki, 9 września 2018

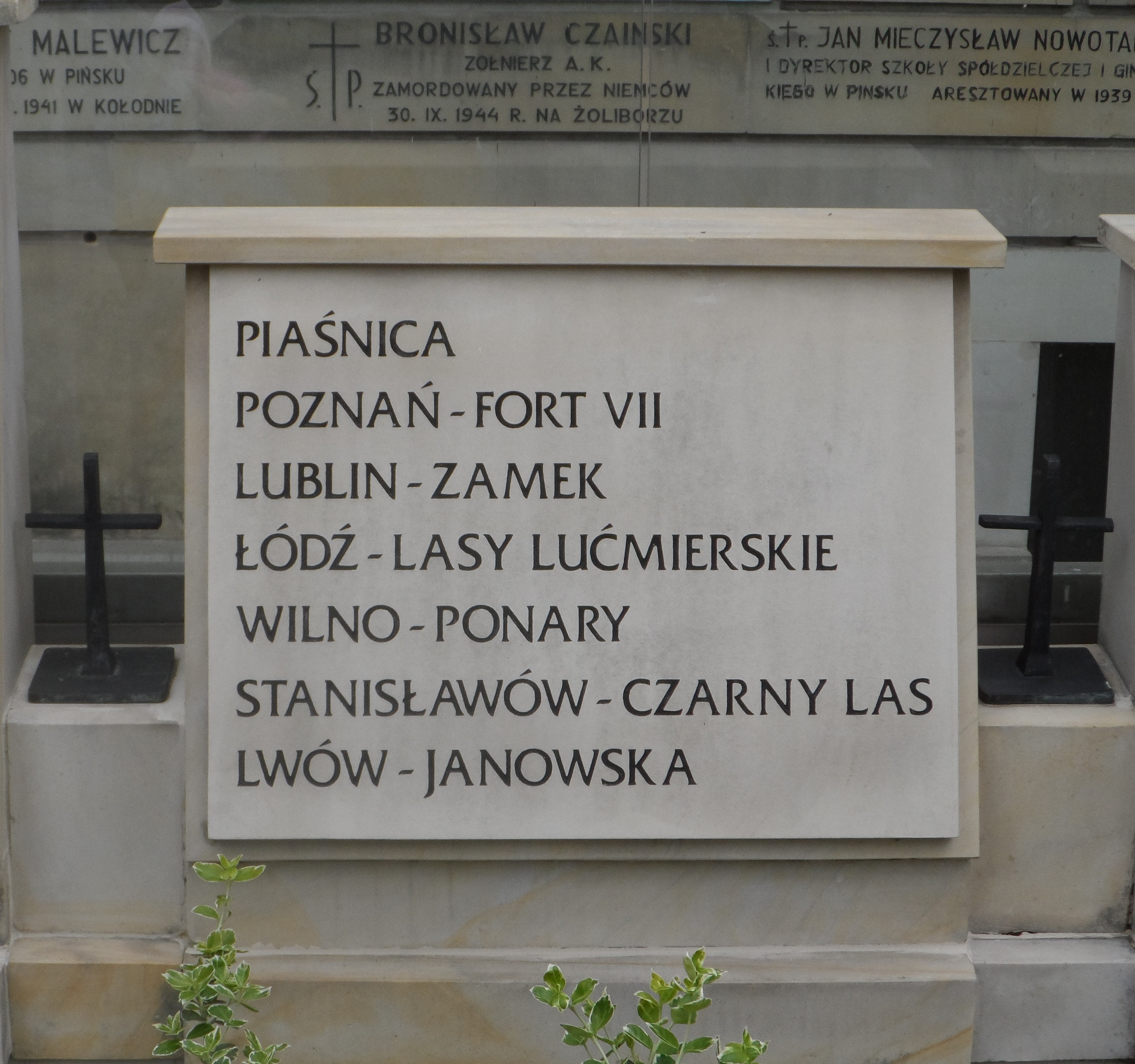
Tablica na terenie kościoła św. Stanisława Kostki w Warszawie, upamiętniająca ofiary niemieckich zbrodni, w tym ofiary Piaśnicy

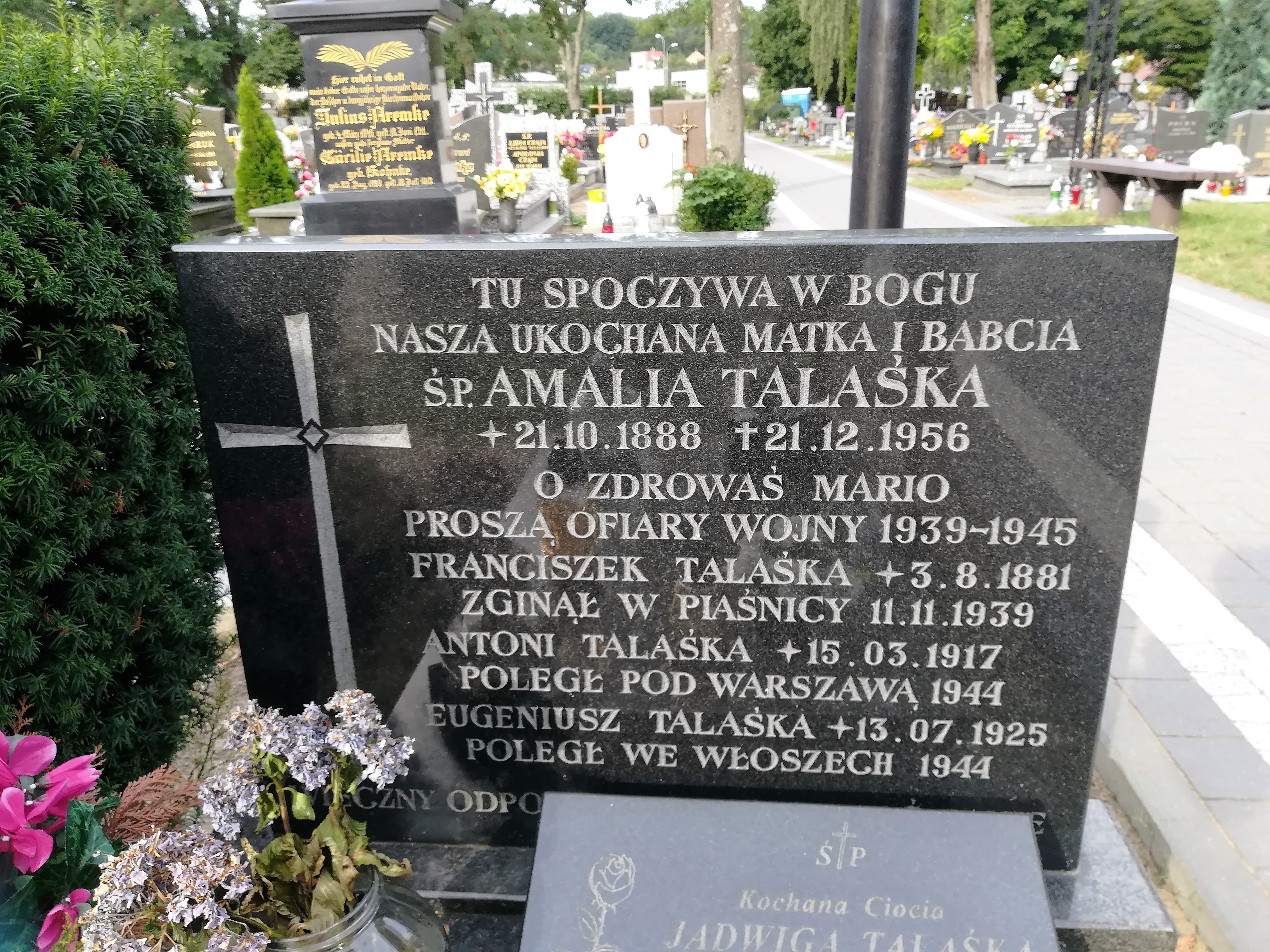
Cmentarz w Redzie. Grób Franciszka Talaśki zamordowanego w Piaśnicy 11 listopada 1939

4 sierpnia 1945 roku Polski Związek Zachodni i zarząd miejski w Wejherowie zorganizowały pierwszą pielgrzymkę do Piaśnicy. Wzięło w niej udział około 30 tys. osób. Kolejne wielotysięczne manifestacje w lesie piaśnickim odbyły się 22 września 1946 roku oraz 31 sierpnia 1947 roku, kiedy to nastąpiło poświęcenie miejsc egzekucji.
W okresie Polski Ludowej prace badawcze oraz starania o upamiętnienie zbrodni w Piaśnicy napotykały na liczne przeszkody ze strony władz. Wynikało to przede wszystkim z faktu, iż ofiary Piaśnicy (inteligencja, duchowieństwo, pacjenci niemieckich szpitali psychiatrycznych) nie mieściły się w oficjalnym kanonie ówczesnej polityki historycznej, który głosił, iż główny ciężar represji oraz walki z okupantem ponosiła klasa robotnicza oraz środowiska lewicowe. To jeden z powodów, dla których Piaśnica oraz fakt dokonanej tam zbrodni nadal pozostają mało znane ogółowi Polaków . 
We wrześniu 1955 roku, z inicjatywy lokalnej społeczności oraz Polskiego Związku Zachodniego, na miejscu zbrodni postawiono Pomnik Ofiar Piaśnicy projektu Aleksandra Wieckiego. Na jego frontowej ścianie widnieje napis:

Miejsce uświęcone krwią Polaków poległych za wolność Ojczyzny

W niszy w tylnej ścianie pomnika wmurowano trzy urny, zawierające ziemię zebraną w byłym obozie koncentracyjnym Stutthof, na Westerplatte, a także na jednym z palenisk w Piaśnicy. Po 1989 roku umieszczono tam dodatkowo urny z ziemią zebraną w Dachau i Katyniu. W pobliżu pomnika zainstalowano tablice z dokładną lokalizacją 26 zbiorowych mogił. Te ostatnie oznaczono i otoczono opieką. Z czasem w obrębie miejsca pamięci zaczęto także wznosić niewielkie rzeźby lub pomniki, które upamiętniały indywidualne ofiary lub grupy ofiar (np. zamordowane dzieci, leśników).
Miejscem pamięci opiekował się początkowo Miejsko-Gminny Obywatelski Komitet Ochrony Pomników Walki i Męczeństwa. Po upadku systemu komunistycznego obowiązek upamiętnienia Piaśnicy i jej ofiar częściowo wzięły na siebie organizacje społeczne: utworzony w 1989 roku Społeczny Komitet Opieki nad Mogiłami Piaśnicy oraz Stowarzyszenie Rodzina Piaśnicka, powstałe w 1996 roku przy parafii Chrystusa Króla w Wejherowie. W opiekę nad grobami Piaśnicy zaangażowany pozostaje również urząd gminy Wejherowo oraz inne pomorskie instytucje i placówki edukacyjne, m.in. szkoła podstawowa nr 8 w Wejherowie im. Martyrologii Piaśnicy.
Lasy piaśnickie stały się symbolem martyrologii mieszkańców Pomorza i Kaszub w czasie II wojny światowej. Nazywane są „Kaszubską Golgotą”. Uroczystości upamiętniające ofiary zbrodni odbywają się corocznie: w kwietniu – miesiącu pamięci narodowej, oraz w ostatnią niedzielę października, kiedy to w Piaśnicy odprawiane jest uroczyste nabożeństwo połączone z patriotyczną manifestacją. 30 października 1994 roku bp. Zygmunt Pawłowicz poświęcił kaplicę boczną w kościele Chrystusa Króla w Wejherowie. Nosi ona tytuł Kaplicy Królowej Męczenników i jest poświęcona ofiarom zbrodni w Piaśnicy. Na ścianach kaplicy znajdują się kamienne płytki z wyrytymi nazwiskami zamordowanych. Rok później miejsce martyrologii w Piaśnicy zostało wyłączone z parafii w Leśniewie i przekazane parafii Chrystusa Króla w Wejherowie, która odpowiada odtąd za organizowanie październikowych uroczystości.
13 czerwca 1999 roku papież Jan Paweł II dokonał w Warszawie beatyfikacji 108 polskich męczenników – ofiar II wojny światowej. W gronie beatyfikowanych znalazła się zamordowana w Piaśnicy siostra Alicja Kotowska. W tym samym roku w lesie piaśnickim wzniesiono dwa pomniki: rzeźbę upamiętniającą s. Alicję Kotowską oraz kamienny głaz ku czci zamordowanych jezuitów z Gdyni. Z kolei 24 października 2004 roku przy Pomniku Ofiar Piaśnicy odsłonięto kolejną tablicę pamiątkową, na której wyryto słowa:

Ta nekropolia kaszubska uświęcona krwią męczeńską 12.000 ofiar woła o pokój i pojednanie narodów. Chwałę zmartwychwstania upraszają i hołd wdzięczności składają wejherowianie. 2004 r. – w 65-lecie kaźni.

17 września 2003 roku biskup pelpliński Jan Bernard Szlaga otworzył proces beatyfikacyjny kolejnych 122 polskich ofiar hitleryzmu, wśród których znalazł się jeden z duchownych zamordowanych w Piaśnicy – ksiądz Anastazy Kręcki.
3 października 2010 roku w lesie piaśnickim uroczyście odsłonięto nową kaplicę–mauzoleum, pełniącą jednocześnie funkcję pomnika. Na słupach podobnych do pni ułożonych w stos zostały wytłoczone nazwiska zidentyfikowanych ofiar zbrodni piaśnickiej. W środku stosu została umieszczona grupa rzeźb, składająca się z dwunastu postaci symbolizujących ofiary Piaśnicy.
18 kwietnia 2012 roku na pl. Grunwaldzkim w Wejherowie odsłonięto pomnik ofiar wojen i totalitaryzmów „Ecce Patria”, zwany także „Bramą Piaśnicką”. Pomnik-mauzoleum ma w założeniu upamiętniać ofiary i bohaterów wszystkich wojen i totalitaryzmów XX wieku, ze szczególnym uwzględnieniem ofiar Piaśnicy. Wybudowano go przy trasie, którą Niemcy wywozili skazańców na stracenie do lasów piaśnickich.
7 listopada 2014 roku przed budynkiem Nadleśnictwa Wejherowo odsłonięto pomnik Romana Kuniewskiego – nadleśniczego, zamordowanego 11 listopada 1939 w lesie piaśnickim.
W grudniu 2015 roku zarządzeniem Ministra Kultury i Dziedzictwa Narodowego powołano do życia Muzeum Piaśnickie w Wejherowie. Stanowi ono oddział Muzeum Stutthof w Sztutowie. Jego siedziba docelowo będzie się mieścić w dawnej wilii dra Franciszka Panka, w której w czasie okupacji miały swoją siedzibę lokalna placówka Gestapo oraz sztab powiatowego Selbstchutzu.
6 marca 2016 roku na wniosek Stowarzyszenia Rodzina Piaśnicka abp. Sławoj Leszek Głódź ustanowił Sanktuarium Błogosławionej Alicji Kotowskiej i Towarzyszy. W jego skład wchodzą kościół Chrystusa Króla i bł. Alicji Kotowskiej w Wejherowie oraz cmentarz – miejsce pamięci w lesie piaśnickim.
Od 2018 roku, we wrześniu, z inicjatywy Marcina Drewy organizowany jest w Wejherowie „Motocyklowy Rajd Piaśnicki”. Jego celem jest rozwijanie wiedzy i świadomości o zbrodni piaśnickiej wśród mieszkańców Pomorza.
6 października 2023 roku dworcowi kolejowemu w Wejherowie nadano nazwę „Męczenników Piaśnickich”. Na budynku dworca odsłonięto również pamiątkową tablicę.

### Piaśnica w kulturze
Odniesienia do zbrodni w Piaśnicy znajdują się w licznych dziełach kultury. Wśród nich można wymienić:
- utwory literackie, m.in. autorstwa Lecha Bądkowskiego, Augustyna Necla, Franciszka Fenikowskiego, Edmunda Puzdrowskiego czy Jerzego Sampa[143]. Zostały one zebrane w wydanej w 1971 roku antologii pt. Piaśnica. Poezja i fragmenty prozy (wybór i red. Wojciech Kiedrowski). Do zbrodni w lasach piaśnickich nawiązuje również wydana w 2014 roku powieść Eugenii Drawz pt. W cieniu Piaśnicy oraz tomik poezji Pamiętaj o Piaśnicy autorstwa Joanny Ryszowskiej z 2019 roku.
- komiks Las Piaśnicki autorstwa Tomasza Meringa, opublikowany w 2017 roku[144].
- utwór rockowego zespołu Stone Creek, zatytułowany Piaśnica.
- film dokumentalny Las Piaśnicki z 1990 roku, wyprodukowany przez WFDiF (reż. Tadeusz Wudzki).
- film dokumentalny W lasach Piaśnicy z 2008 roku, wyprodukowany przez MK Production (reż. Lech A. Kujawski).
- średniometrażowy film dokumentalny z fabularyzowanymi inscenizacjami historycznymi z 2011 roku, zatytułowany Pamięć. Tajemnica lasów Piaśnicy (reż. Mirosław Krzyszkowski, Dariusz Walusiak). Dokument został zrealizowany przez Stowarzyszenie Auschwitz Memento z inicjatywy i dzięki dotacji celowej Urzędu do Spraw Kombatantów i Osób Represjonowanych.
- film dokumentalny z fabularyzowanymi inscenizacjami historycznymi i animacjami z 2018 roku, zatytułowany Piaśnica (reż. Mariusz Sławiński).
- film fabularny Kamerdyner z 2018 roku (reż. Filip Bajon), w którym znalazły się sceny przedstawiające egzekucję w lesie piaśnickim.
- płyta Piaśnicki Lament zespołu Folk Acoustic (2019).
- Piaśnicka Msza Żałobna - 9 pieśniowe requiem (Mariusz Sieraczkiewicz – słowa, Karol Krefta – muzyka); wykonanie połączona chóry kaszubskie (Elishama, Kosakowianie, Sounds of Freedom, Strzelenka, Viola) pod dyrekcją Magdaleny Stenki (2019).
- płyta Moja Piaśnica zespołu „4razywroku”, zawierająca dwadzieścia dwa utwory muzyczne opowiadające historię zbrodni piaśnickiej (2020).

### Odpowiedzialność sprawców
Niektórzy sprawcy zbrodni w Piaśnicy zginęli w trakcie wojny lub zmarli wkrótce po jej zakończeniu. SS-Obersturmbannführer dr Rudolf Tröger poległ w kampanii francuskiej w czerwcu 1940. SS-Hauptsturmführer Friedrich Class zmarł śmiercią naturalną w grudniu 1945. Leśniczy Stöckel z Warszkowa – członek Selbstschutzu, nadzorujący m.in. kopanie i maskowanie masowych grobów – został zastrzelony przez żołnierzy sowieckich w styczniu 1945.
Odpowiedzialność karną za zbrodnie popełnione m.in. w Piaśnicy poniósł Albert Forster, gauleiter NSDAP i namiestnik Rzeszy w Okręgu Gdańsk-Prusy Zachodnie, którego Najwyższy Trybunał Narodowy skazał w 1948 roku na karę śmierci. Wyrok wykonano 28 lutego 1952 w więzieniu mokotowskim w Warszawie. SS-Gruppenführer Richard Hildebrandt, w latach 1939–1943 Wyższy Dowódca SS i Policji w Okręgu Gdańsk-Prusy Zachodnie, został przez sąd polski w Bydgoszczy skazany na karę śmierci. Wyrok wykonano 10 marca 1951.
Przed polskimi sądami toczyły się także postępowania, w których oskarżonymi byli niżsi rangą sprawcy zbrodni piaśnickiej. Waldemar Engel został w sierpniu 1946 roku skazany przez specjalny sąd karny w Gdańsku na karę dożywotniego pozbawienia wolności. Już w 1954 roku został jednak zwolniony z więzienia, po czym wyemigrował do Niemiec Zachodnich . SS-Untersturmführer Herbert Teuffel – esesman z Gdańska, uczestnik brutalnych przesłuchań i „selekcji” na egzekucje do Piaśnicy, przeprowadzanych jesienią 1939 w wejherowskim więzieniu – został przez sąd okręgowy w Gdyni skazany na karę śmierci. Wyrok wykonano (1948). Friedrich Freimann, okupacyjny burmistrz Pucka, został w maju 1950 roku skazany przez sąd okręgowy w Gdyni na karę śmierci, przepadek mienia i pozbawienie obywatelskich praw honorowych na zawsze. Wyrok został jednak wydany zaocznie, a skazany nigdy nie został odnaleziony i ukarany.
W latach 1962–1968 w Hanowerze toczył się proces Kurta Eimanna, oskarżonego o udział w eksterminacji psychicznie chorych w ramach akcji T4. Były dowódca Wachsturmbann „Eimann” przyznał się do zamordowania w Piaśnicy 1200 pacjentów niemieckich szpitali psychiatrycznych. Ostatecznie został uznany za winnego udziału w zbiorowym morderstwie na 1200 osobach oraz za winnego pojedynczych mordów na 10 osobach. Otrzymał wyrok czterech lat pozbawienia wolności, z czego odsiedział jednak zaledwie dwa. Sądzony w tym samym procesie zastępca Wyższego Dowódcy SS i Policji w Okręgu Gdańsk-Prusy Zachodnie SS-Oberführer Georg Ebrecht został skazany na karę trzech lat pozbawienia wolności, lecz zaliczono mu w poczet kary internowanie po 1945 i uznano karę za odbytą.
W grudniu 1947 roku sąd w Wuppertalu skazał na karę trzech lat i siedmiu miesięcy pozbawienia wolności Hansa Söhna, byłego dowódcę Selbstschutzu i szefa placówki Gestapo w Wejherowie. Wyrok nie dotyczył jednak zbrodni, które oskarżony popełnił w czasie służby w Wejherowie. W 1959 roku Centrala Badania Zbrodni Narodowosocjalistycznych w Ludwigsburgu wszczęła śledztwo w sprawie zbrodni popełnionych na terenie Okręgu Gdańsk-Prusy Zachodnie, w którym Söhn był jednym z podejrzanych. Ostatecznie zostało ono jednak umorzone przez zachodnioniemiecką prokuraturę, która uznała zgromadzony materiał dowodowy za niewystarczający.
Gustaw Bamberger – okupacyjny wiceburmistrz Wejherowa, uczestnik „selekcji” w tamtejszym więzieniu – piastował po wojnie funkcję wiceburmistrza Hanoweru.